# George Enescu
George Enescu   (George Enescu, 19 d'agost de 1881 - 8è districte de París, 4 de maig de 1955), conegut a França com a Georges Enesco, fou un compositor, violinista, pedagog, pianista i director d'orquestra romanès. Hom el considera el creador de l'escola romanesa i el seu compositor més universal, la figura més important de la vida musical romanesa de la primera meitat del segle xx i un dels violinistes més grans de la seva generació.
Com molts intel·lectuals romanesos de la seva generació, la segona terra natal d'Enescu va ser França, tot i que va passar un temps considerable als Estats Units. Era estretament relacionat amb Jacques Thibaud i Alfred Cortot.
Com que havia estudiat als conservatoris de Viena i París, va combinar molts elements de les tradicions germànica i francesa. La seva fenomenal memòria va absorbir gairebé tot el cànon clàssic (inclosos els 58 volums de l'edició de la Bach-Gesellschaft), i la seva carrera com a violinista, pianista, director i professor el va posar en contacte amb la majoria dels compositors europeus més importants. Al llarg de la seva vida excepcional, va tenir l'oportunitat de tocar amb Brahms, d'estudiar amb Fauré i Massenet i de conèixer Bartók, Strauss, Ravel, Debussy i Xostakóvitx.
Pau Casals, que va acompanyar al piano, va descriure Enescu com «el fenomen musical més gran des de Mozart». Va ser un geni, però amb una vida molt humana: va estimar amb fervor una dona que va apreciar-lo tard, ja mort, va patir humiliacions en la seva carrera i vida personal, va construir i invertir, i va perdre tota la seva riquesa per causa dels règims polítics. Va conèixer l'èxit i el reconeixement, però també la misèria i la desil·lusió. Va ser oblidat en vida, mentre patia els turments de la malaltia i la vellesa.
Va tenir tres passions: el romanticisme tardà alemany, l'escola francesa i el folklore romanès, que totes tres van competir per ser les seves influències. Cap, però, va tenir un domini exclusiu. Mentre que el públic actual valora positivament aquesta ambigüitat, el segle passat la va considerar com una indecisió.

## Biografia

### Antecedents familiars
La família materna dels Cosmovici va generar personatges de gran reputació, que van tenir un paper clau en l'evolució de la cultura i les ciències a Romania. El besavi del compositor, Costache Cosmovici, va ser un compositor de música psàltica i obres corals, que havia estudiat a Viena. El seu avi, Leon C. Cosmovici (1857-1921), va ser zoòleg i fisiòleg, membre de l'Acadèmia Romanesa. Leon Cosmovici, un germà de la seva mare, va ser un reconegut biòleg doctorat a la Sorbona, eminent professor de la Facultat de Ciències de la Universitat de Iași, fundador de l'educació en fisiologia animal a Romania, pare del pintor Jean Cosmovici i del compositor Alexandru Cosmovici. És important assenyalar el ric patrimoni musical de la branca materna de la família d'Enescu, que va transcendir més enllà del nivell de simples aficionats a la música. Per la línia paterna, les inclinacions musicals es van manifestar sobretot en l'àmbit del cant eclesiàstic, hi destaca sobretot el besavi del compositor, Enea Gailin, prevere amb una veu esplèndida que transformava els oficis religiosos de Siminicea en autèntics concerts.
Abans del naixement de George, els seus pares van viure una llarga sèrie de drames. Onze dels seus germans van morir per diverses malalties: Maria va perdre quatre embarassos, dos nens més van morir joves i els altres cinc (inclòs Emil, que va morir als sis anys i Verònica, morta als vuit anys) van patir les conseqüències de l'epidèmia devastadora de diftèria, que va esclatar durant l'hivern de la Guerra de la Independència (1877- 1878). Un altre fet es va afegir a la desgràcia de la família: el dinar amb motiu de la inauguració d'un monument en memòria dels soldats romanesos caiguts a la guerra va causar la mort per intoxicació de la majoria dels que hi van participar, molts d'ells de la família.
A final del 1878, fugint de la terrible epidèmia de diftèria, els Enescu es traslladaran a Liveni, en una propietat que havien comprada a la família Vârnav. Una caseta amb un bonic jardí i hort, aïllada (aleshores, com ara), on al cap de tres anys naixeria George al poble de Liveni-Vârnav.

### Infantesa a Moldàvia (1881-1888)

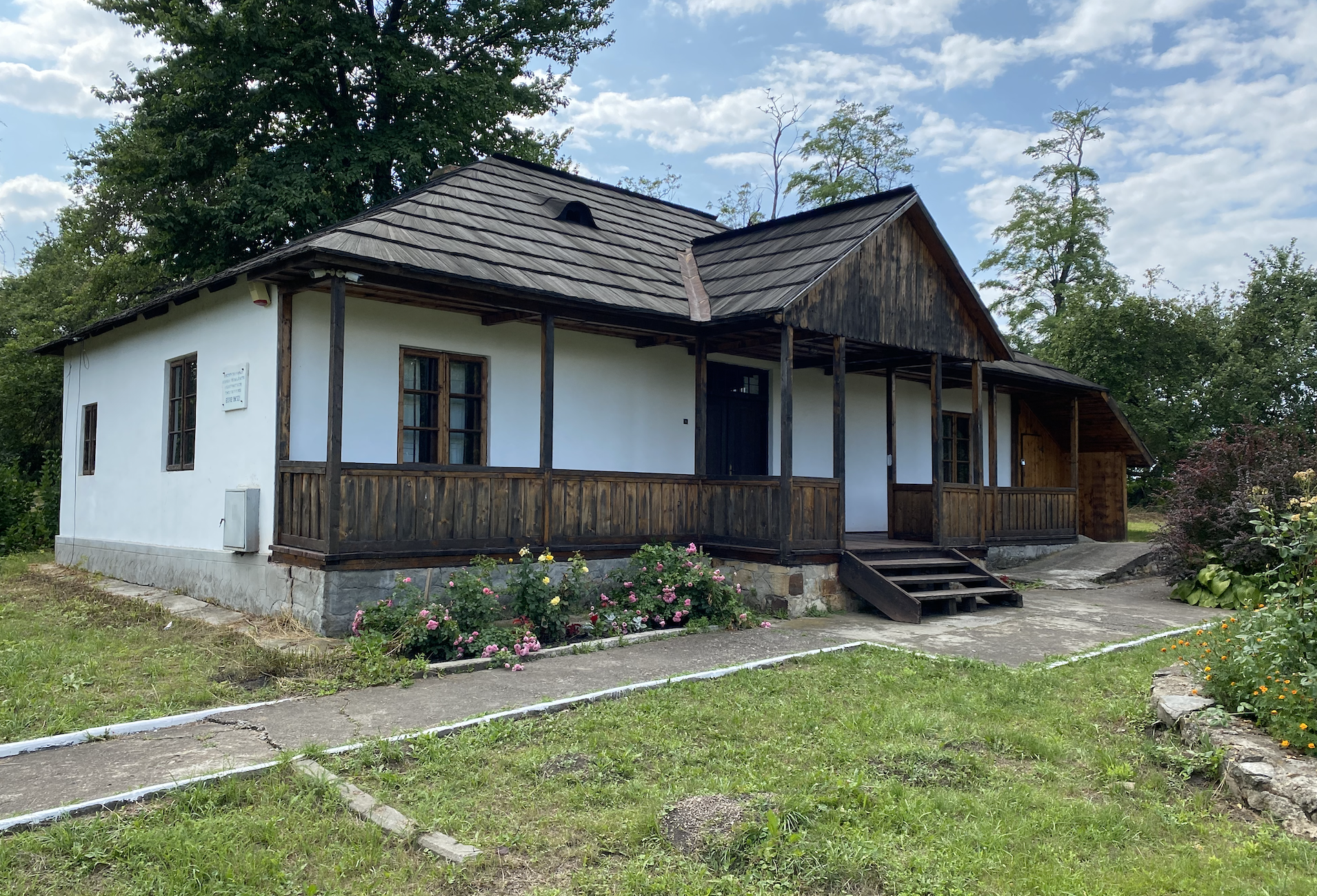
Casa natal de George Enescu a Liveni (ara, George Enescu)

George Enescu va néixer el 19 d'agost de 1881 (uns mesos després de Bartók) a Liveni-Vârnav, un poble que avui porta el seu nom, al județ de Botoșani, al nord de Moldàvia, en una extensa plana, amb el seu horitzó de ponent marcat per la llunyana i ombrívola cresta dels Carpats; una zona misteriosa que alberga sorprenents convents de fusta adornats amb frescos multicolors.
Jorjac, com l'anomenaven a la família, va créixer doncs en una família culta: el pare, a més d'administrador d'una possessió senyorial i amb una posició relaxada, s'havia format com a autodidacte, aprenent francès al gran diccionari enciclopèdic Larousse i inculcant-lo (a més de l'alemany) al seu fill, que el parlarà i l'escriurà perfectament. També posseïa una casa a Dorohoi, on George passaria algunes temporades després del divorci dels pares. La música va ser una part important de la vida cultural i personal en la infantesa de George. El pare, que tenia una certa formació musical, era un músic hàbil amb el violí i dirigia un cor, i sovint convidava músics gitanos a la casa familiar. La manera d'interpretar d'aquests convidats va impactar Enescu, que va ser profundament impactat per la seva aparença exòtica i el seu estil de tocar. La mare d'Enescu, Maria Cosmovici (1839-1909), filla d’un capellà de la zona, també era músic, tocava el piano i la guitarra.

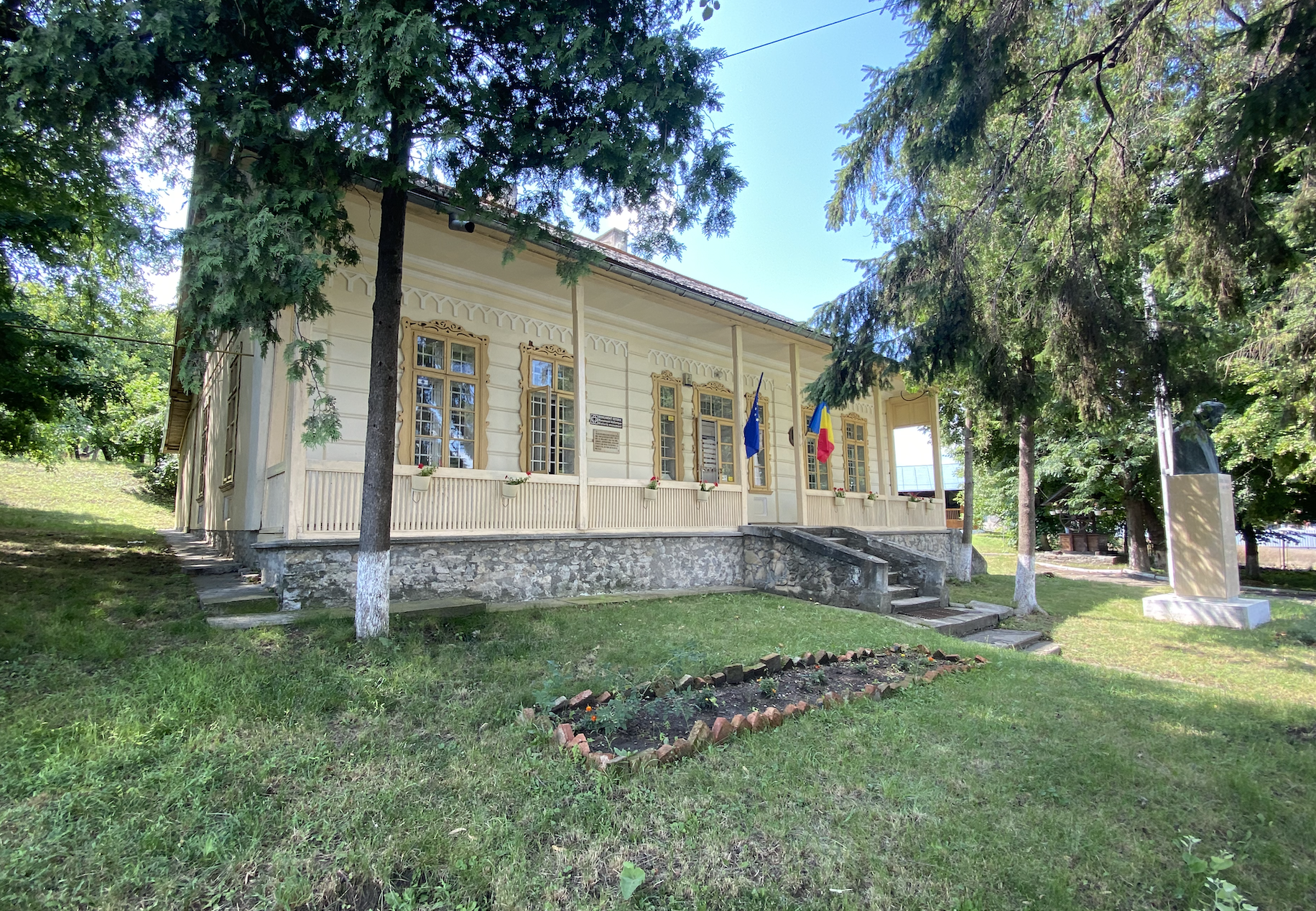
Casa del pare d'Enescu a Dorohoi

Les desgràcies familiars ocorregudes abans del naixement de George, explicarien l'extremada protecció que la mare d'Enescu va exercir sobre el seu únic fill supervivent. La seva infantesa va ser inusual, tancat a casa mentre els altres nens podien jugar fora amb els amics. Això sembla haver establert les bases d'una personalitat introvertida, amb una vida interior dirigida cap a la imaginació més que cap a les distraccions externes o les activitats físiques. Per exemple, quan amb onze anys estudiava a Viena, Enescu estudiava durant setze hores al dia. Enescu també va créixer en un ambient religiós. Va participar en els serveis religiosos des de ben petit amb els pares, i sembla que va mantenir la seva fe durant tota la vida. Mentre estudiava a Viena i París, continuava assistint a l'església. En etapes posteriors de la seva vida, va expressar la seva fervent creença en Déu.
Des de petit va manifestar una passió per la música: va començar a practicar amb el violí als quatre anys. El seu pare li va comprar el primer violí a Dorohoi el 1888. Era un violí per a nens, que portava l'etiqueta dels lutiers Gebrüder Platt. George va tocar aquest "violinet", que es conserva al museu de George Enescu de Bucarest, durant les reunions amb el professor Eduard Caudella a Iași, així com en els primers anys d'estudis a Viena.La formació musical inicial d'Enescu va ser molt poc ortodoxa. Sense saber com procedir amb els dons excepcionals que va veure en l'evolució autodidacta del seu fill, el seu pare va recórrer als serveis d’un llaütista molt conegut de la zona, Neculai Chioru. Chioru era un violinista gitano que no coneixia la notació musical. Però, després de poques lliçons, aquest admeté que ja no podia ensenyar-li res més al nen. D'acord amb la tradició gitana, Enescu va aprendre a tocar cançons d'oïda seguint l'exemple del professor. Aquesta introducció intuïtiva en la interpretació del violí va influir fortament després en la manera com va ensenyar als seus estudiants. En poc temps, el petit era capaç de reproduir qualsevol melodia que escoltés. De seguida, l’infant es convertí en una mena d’atracció per als veïns i coneguts, que arribaven de lluny per admirar el nen prodigi de la família Enescu. Un dels alumnes recorda que entre les melodies que van aprendre de Chioru hi havia Am un leu i Pe o stâncă neagră, que Enescu va utilitzar més tard en les dues Rapsòdies romaneses.
La seva infància va estar bressolada pel folklore bell i ric dels tarafs, o les orquestres camperoles, els lăutari, violinistes d'extraordinari virtuosisme o les nostàlgiques doines que expressen la tristesa insondable del dolor, sublimat en les immenses melodies a pulmó cîntec lung (cançó llarga), punta de llança de la civilització judeocristiana en contacte amb l'islam i la presència de la contribució gitana. Per mitjà d'aquesta música genial, el petit Enescu s'impregnaria d'una tradició mil·lenària en aquest racó de terra llunyana i privilegiada als confins extrems d'Europa. A través de la litúrgia ortodoxa sortida de l'Imperi Romà d'Orient, que havia de permetre l'aportació nova de l'heterofonia com a alternativa a la polifonia d'Occident, era l'herència modal i rítmica de la Grècia antiga la que li arribava, represa igualment pels turcs que van ocupar grans zones de Romania (entre elles Moldàvia) durant quatre llargs segles; els turcs, amb les seves escales microintervàliques (represes en Oedipe i en la Tercera Sonata per a violí) i els seus ritmes aksaks de temps desiguals, transformació de la mètrica grega, que tant van fascinar Bartók.

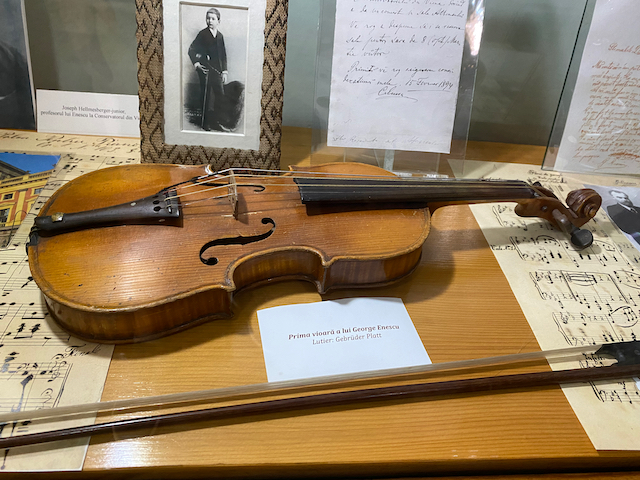
Primer violí de George Enescu, amb el que va tocar a les reunions amb Eduard Caudella i els primers anys a Viena

#### Estudis amb Caudella
Finalment, els pares van decidir presentar el petit George al músic més prestigiós de Moldàvia d’aquell temps: Eduard Caudella, compositor i violinista destacat, professor del Conservatori de Iași. Després d'escoltar-lo, Caudella va recomanar que el nen aprengués solfeig i que després tornés. Els pares van començar a donar classes a George. Amb la mateixa tenacitat amb què s’havia aferrat a tocar d’oïda, el petit Enescu es dedicà amb entusiasme a aprendre a llegir música. Entusiasmats amb la dedicació del fill, a sis anys li van comprar un piano vertical. «El meu piano», recordaria Enescu més tard, «no era cap Steinway ni cap Gaveau; era un instrument molt vell i modest, sec, completament hostil a qualsevol matís que volguessis arrencar-li... però, finalment, tenia un piano! I vaig canviar de bon grat aquell instrument monòdic amb què havia tocat fins aleshores per un de polifònic. Quan només has pogut fer melodies sense cap mena d’acompanyament, quin goig poder enllaçar acords! Un got d’aigua fresca no pot donar més plaer a un home assedegat...»

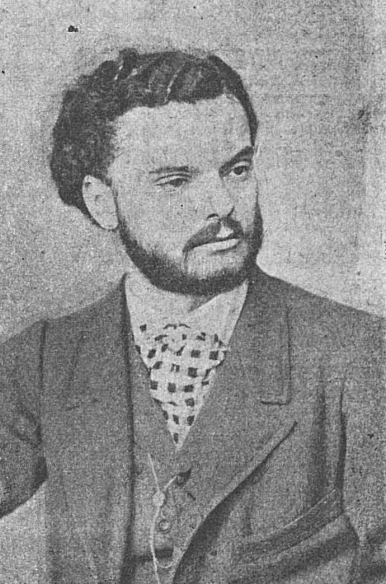
Eduard Caudella, primer professor d'Enescu

El 1986, després de dos anys de dedicació intensa i continuada, el pare va considerar que era hora de tornar a Iași per buscar l'opinió del mestre. Caudella va quedar impressionat i el va agafar com a estudiant privat. Caudella havia sigut alumne del violinista belga Henri Vieuxtemps, al seu temps alumne de Charles Wilfrid de Bériot i, segurament, Enescu va ser ensenyat amb el mètode de violí ideat per Bériot, que incorporava una varietat d'exercicis i escales específics per a permetre que dos violins poguessin tocar simultàniament i en harmonia. La formació primerenca del violí d'Enescu va ser, doncs, una combinació d'un estil de tocar gitano i l'escola francobelga. El seu talent i potencial musical van impressionar Caudella que va aconsellar als pares que el dirigissin cap als estudis musicals al Conservatori de Viena. Les proves dels seus primers intents de composició són de 1887, l'any següent, quan Enescu encara tenia sis anys.

### Estudis a Viena (1888-1894)
L'any 1888 va ser un punt d'inflexió per al jove Enescu, ja que la salut de la seva mare, Maria, es va veure afectada per un tumor maligne, que va requerir una operació urgent a Viena. La família va aprofitar per enviar Enescu a estudiar a Viena, però només la seva mare es va quedar amb ell mentre el seu pare tornava a Romania. L'operació va ser un èxit, i va salvar la vida de Maria, però ella va tornar a Romania després d'un any a Viena a causa de la seva incapacitat per adaptar-se al clima i l'entorn vienès.

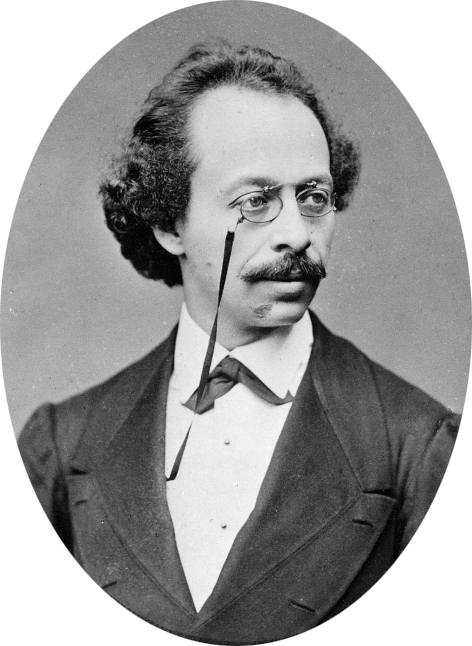
Zsigmond Bachrich, el primer professor d'Enescu al Conservatori de Viena

El 5 d'octubre de 1888, amb tan sols set anys, Enescu es va convertir en l'estudiant més jove a ser admès al Conservatori de Viena. Hi va estudiar fins al 1894. Enescu va ser el segon candidat acceptat per sota dels deu anys (el primer havia estat Fritz Kreisler, també de set anys, el 1882). A causa de la seva joventut, va ser matriculat a les classes preparatòries. Com a violinista, va ser exposat a l'escola vienesa, que contrastava amb la seva formació inicial a l'escola francobelga. Mentre l'escola francobelga prioritzava el virtuosisme, l'escola vienesa buscava una interpretació lògica i precisa. A més, va estar immers en una cultura musical influenciada per algunes de les figures més importants del segle xix, com ara Brahms i Bruckner.
A Viena es va allotjar a casa d'una francesa anomenada Lydia Cèdre, una pianista que havia viscut un temps a Romania. D'ella no només va aprendre a escriure i llegir en romanès, alemany, francès i anglès, sinó fins i tot hi va trobar una mare real, durant tota la seva estada, és a dir, dels set als onze anys. Enescu demostrava una facilitat sorprenent per aprendre idiomes estrangers. Gràcies a Lydia, durant tota la seva estada a Viena, George va tenir una vida molt ben organitzada, acostumat des de petit a una disciplina quasi eterna. Va poder compaginar les classes del Conservatori, classes particulars d'idiomes, classes d'estudi i gimnàstica, i passejades de dues hores al dia incloses les visites de museus o monuments. Fins i tot li va ensenyar a jugar al golf. A més, va ser la seva companya en el piano, tocant a quatre mans, el gènere preferit del jove Enescu. Després de criar Enescu, la mateixa Lydia Cèdre es va ocupar de l'educació de les filles del rei de Montenegro, de les quals una seria la futura reina d'Itàlia i l'altra d'Albània.
Els dos primers anys va estudiar violí amb Zsigmond Bachrich, un músic hongarès d'origen jueu, versàtil, que havia estat alumne de Joseph Böhm i que va ocupar un lloc important a l'Òpera de Viena i que havia tocat la viola en diversos quartets. De Bachrich va aprendre que un músic ha de ser versàtil i ha de tenir diversos papers. Amb ell, Enescu va fer notables progressos a través del material metodològic i de desenvolupament. Va estudiar els estudis de Kreutzer, Spohr, Rovelli, Rode i Dancla, dos concerts de De Bériot, concerts de Vieuxtemps i Faas Fantasy de Sarasate. Cap al final dels seus estudis amb Bachrich, Enescu va dominar en només dues setmanes una de les obres més difícils de la literatura del violí, el Concert en re major de Niccolò Paganini. Això indica que durant els seus anys de formació, la virtuositat va ser un aspecte destacat per a Enescu. Tot i això, sembla que no li va interessar especialment, ja que només va interpretar aquest difícil concert una altra vegada més tard amb l'Orquestra de Filadèlfia.
El 1890, a nou anys, Enescu va començar classes de composició amb Joseph Hellmesberger pare i fill. Hellmesberger pare va ser un experimentat director d'orquestra, compositor i músic de cambra, que havia tingut estudiants com Leopold Auer i Adolf Brodsky. També era el director del Conservatori de Viena. Va compondre aproximadament 250 obres, incloent-hi estudis de violí, moltes de les quals actualment oblidades.
Durant el temps d'Enescu a Viena, el Conservatorium exigia un nivell orquestral molt alt. Hellmesberger pare dirigia les simfonies de Brahms. De tant en tant, Brahms assistia als assajos i donava suggeriments. Enescu se sentia profundament atret per la música de Brahms, passió que es va veure afavorida pel fet d’haver-lo conegut personalment en els últims anys de vida del compositor. L'Orquestra del Conservatorium fins i tot va interpretar el seu Primer Concert per a piano en re menor i la Primera Simfonia en do menor sota la seva direcció. El moment culminant va ser quan, dirigint personalment el Rèquiem alemany, Brahms va arribar a commoure profundament tots els assistents.
L'estil d'Enescu també va estar influït per les classes amb Joseph Hellmesberger fill. Era violonista i pedagog, però també compositor d’operetes i ballets que gaudien de gran èxit en aquell temps. El jove Hellmesberger no només va ensenyar a Enescu sinó que també el va convidar a viure el 1891 amb ell a casa seva. Amb deu anys, pràcticament seria adoptat per ell, creixent en un clima musical i cultural excepcional. La seva relació va ser, per tant, més personal que una mera relació de professor i alumne. El treball d'Enescu amb Hellmesberger no es limitava a la instrucció violinista. Enescu va escriure en una carta de l'època que rebia consells valuosos i precisos de Hellmesberger i del seu germà de com tocar la música de cambra. Hellmesberger també sovint el portava als assajos a l'Òpera i Enescu aprenia molt sobre el so orquestral i la direcció. Hellmesberger creia fermament en el talent d'Enescu i el va animar a estudiar a París per dedicar-se a la carrera de violinista.
Enescu, un cop integrat a l’orquestra d’alumnes, descobrí amb intensitat el repertori simfònic i, guiat per Hellmesberger, s’endinsà en el món de la gran música. Aviat sentí que volia anar més enllà del violí i abraçar tota la immensitat de la música, deixant-se portar per les emocions que aquesta li despertava.
També va tenir com a professors a Robert Fuchs (harmonia i composició), Hans Fuchs (contrapunt) i Ernst Ludwig (piano). També va aprendre l'orgue i el violoncel, va freqüentar la Hofoper per escoltar les actuacions de Hans Richter dirigint Wagner. Per al jove Enescu, descobrir la música de Wagner va ser una revelació decisiva. Hi trobava una ressonància profunda amb la seva sensibilitat emocional, heretada de la mare, i amb la seva vocació de compositor. La força expressiva de Wagner —els cromatismes, la grandiositat, la intensitat dramàtica— el commocionava i li donava sentit a la seva passió per crear música. A partir d’aquesta influència, va abandonar les primeres composicions infantils i, admirant profundament Wagner, va començar a escriure tres obertures en un estil clarament inspirat en ell. Aquesta experiència li va confirmar la seva crida artística i li mostrà què significava fer gran música.
Durant els anys d'estudi a Viena, la diferent naturalesa dels cònjuges Enescu va portar a una separació inevitable. Maria Enescu era de naturalesa delicada, introvertida i hipersensible, i la seva melangia es va aprofundir a causa dels durs cops que va suportar amb estoïcisme. La separació del seu estimat fill va accentuar els símptomes evidents d'una depressió no tractada, i va començar a mostrar signes de misticisme i negació de la realitat. Amb delicadesa i discreció, els Enescu van aconseguir distanciar el nen de la separació mentre era lluny de casa. Enescu experimenta un nou període de maduració prematura en saber la separació dels seus pares. A partir d'aquell moment va dividir el seu temps entre dues cases a Romania, Cracalia i Mihăileni, sotmès a les tensions d'un domicili compartit. Aquesta experiència traumàtica, que ell mai no va divulgar explícitament, va deixar empremta en la seva vida.
En tornar a Romania durant l’estiu de 1889, acompanyà la seva mare a Slănic, i fou allà on oferí el seu primer concert públic (el 24 de juliol), destinat a recaptar fons per als més necessitats del poble. Un diari de l’època en lloava «l’admirable destresa» amb què el jove violinista dominava l’instrument.
L'estiu de 1893, Enescu va aconseguir el molt cobejat diploma del conservatori vienès amb un èxit fulminant, coronat amb la famosa Gesellschaftsmedaille de la institució musical, una distinció reservada habitualment als talents excepcionals i atorgades molt rarament a estrangers. Les notes d'Enescu en totes les assignatures de l'examen són excel·lènts, i els cronistes vienesos parlen del «nou Mozart». Després de la seva graduació, Enescu va començar a fer concerts a Romania, inicialment interpretant obres virtuoses. El 1984, amb només tretze anys, va tenir un debut exitós a Bucarest. Les seves habilitats tècniques havien de ser excepcionals, ja que interpretava peces que requereixen un alt domini tècnic i no són habituals en nens de dotze anys. És evident que Enescu ja mostrava un talent prodigiós i una tècnica virtuosística avançada en els seus primers anys d'adolescència, i ara estava preparat per ampliar els seus horitzons musicals.
El 1894, Enescu ofereix el seu primer concert a Bucarest, a l’Ateneu, acompanyat pel seu mestre vienès Hellmesberger. El programa inclou obres de Mendelssohn, Vieuxtemps, Godard i Sarasate. Aquest concert marca la fi de la seva etapa de formació a Viena, on va assimilar profundament la cultura musical alemanya. Gràcies a aquesta experiència, desenvolupà una gran sensibilitat artística i decidí anar més enllà del violí, aspirant a una visió més àmplia de la música. Amb només tretze anys, es dirigeix cap a París amb una base sòlida i madura.

### Estudis a París (1895-1899)

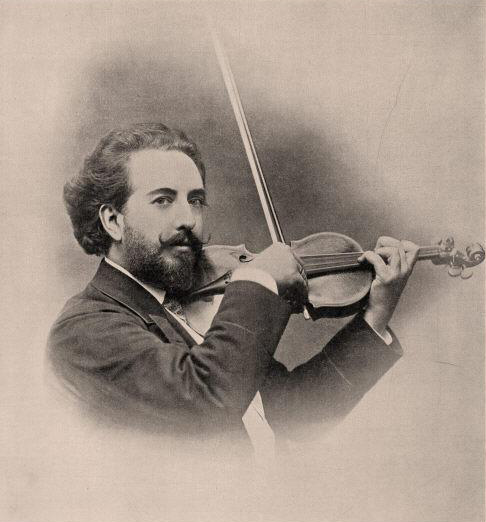
Martin Marsick va ser el seu gran professor de violí

Després de la graduació al Conservatori de Viena amb honors, va continuar els estudis al Conservatori de París. A la fi del segle xix, París era un pol d'atracció per a músics d'arreu d'Europa i havia emergit com un dels centres musicals més destacats del món, al mateix nivell de Viena. Seguint la recomanació de Hellmesberger fill, el 1895 Enescu es va traslladar a París per ampliar els seus estudis i trobar noves oportunitats que no s'oferien a Viena. Tanmateix, el motiu principal del trasllat d'Enescu a París no estava relacionat amb el violí: desitjava estudiar composició amb Massenet, per a qui sentia una gran admiració. Perquè Enescu en realitat volia ser compositor.
Amb tretze anys va fer una audició al Conservatori on va tocar una secció del Concert per a violí en re de Brahms. Els professors van quedar impressionats i li van recomanar que estudiés amb Martin Pierre Marsick. Enescu també va preguntar per estudiar piano i composició. De nou va fer audicions en aquestes matèries de les quals també va ser acceptat. Així es començà a convertir en un jove estudiant multitalent, assistint a classe d'harmonia, fuga i contrapunt mentre estudiava simultàniament violoncel, orgue i piano. Va passar a dominar aquests instruments i a desenvolupar la seva immensa musicalitat.
Mentre estudiava al Conservatori de París, Enescu va començar a fer concerts regularment per Europa. Va fer una gira per Romania i va oferir recitals a Viena amb un programa que incloïa peces virtuosistes de Vieuxtemps, Wieniawski i Sarasate. En aquell temps, l'audiència anhelava escoltar virtuosos del violí. Tot i així, Enescu també presentava en ocasions obres més profundes i substancials en els seus programes, incloent-hi el Concert per a violí en mi menor de Mendelssohn i fins i tot ja començava a incloure algunes de les seves pròpies obres per a piano. Enescu es va beneficiar molt de les classes de composició amb Massenet a París. «La persona més oberta, més expressiva, més entusiasta» que havia conegut fins llavors, va dir d'ell. Enescu s’hi troba a gust, perquè Massenet, lluny de ser un pedant, «et donava més que els trucs de l'ofici: t’encomanava l’amor per la música, sobretot als que no l’havien tingut sempre».
Un any després, Massenet renuncia com a professor de composició al Conservatori de París i és rellevat per un altre destacat compositor, Gabriel Fauré, amb qui Enescu establiria una amistat duradora. Enescu va dir que «Fauré era tot el contrari de Massenet; Massenet era somiador i reservat i ell era expansiu. La psicologia l’avorria, i mai no li agradava analitzar els detalls del caràcter de ningú. Pel que fa estrictament a la tècnica, les seves explicacions eren breus. No era un mestre en el sentit estricte de la paraula, però irradiava una mena d’aura: era inspirador, i aquesta inspiració era contagiosa. L’adoràvem!» Va tenir altres professors com José White (violí) i Ambroise Thomas i Theodore Dubois (harmonia).
André Gedalge li va ensenyar el contrapunt i la composició fugal. Tot i que al Conservatori de París no es permetia que s'ensenyés la música de Bach. Malgrat tot, Gedalge no va fer cas d'això i va remetre Enescu a les obres de Bach que van provocar el seu interès per la polifonia. Gedalge va ser un dels pilars fonamentals en la formació artística d'Enescu. Gedalge era una figura destacada del món musical i un dels pedagogs més respectats del seu temps. Per la seva aula hi van passar figures tan notables com Rabaud, Koechlin, Ravel, Ducasse, Schmitt, Honegger i Milhaud. Gedalge també ajudava els seus alumnes a eixamplar els horitzons musicals, però, a diferència d’altres mestres, imposava una disciplina rigorosa basada en uns principis compositius sòlids i estructurats. D'ell va dir: «L’únic de tots que, a parer meu, té una personalitat autèntica, i que no em dóna gens la impressió que deforma idees comunes per fer-les semblar més noves, és Enescu. En el fons —i aquest és el meu pensament—, ell és l’únic que té veritablement idees i alè creatiu».
En aquest període, Enescu descobreix profundament l’obra de Bach, que li és regalada en 46 volums. Analitzant-la amb detall, entén per primer cop la seva gran profunditat humana i artística. Bach li mostra que compondre no és només expressar emocions, sinó també dominar-les amb raó i equilibri. Això té un fort impacte en Enescu, de temperament intens i romàntic, ajudant-lo a canalitzar la seva força interior cap a una creació més madura i equilibrada.
A la influència de Bach, se sumen dos factors decisius en la maduració d'Enescu. El primer és la música de Franck, Fauré i Chausson, que aportava una expressivitat més continguda i noble en contrast amb l'excés emocional del romanticisme alemany. Aquest estil equilibrat sedueix Enescu i modera la seva tendència wagneriana. El segon factor és l’educació del seu pare, Costache Enescu, una figura racional i reservada que, a través de cartes, l'ajuda a controlar el seu temperament emotiu. Aquest conjunt d'influències farà que Enescu adopti una aparença serena i mesurada, darrere la qual s’amaga una intensa vida interior dominada per una profunda ètica personal.
L’esteticisme refinat de l’ambient musical occidental provoca en el jove Enescu una reacció contrària: rebutja aquest món artificiós i pren consciència de la seva identitat com a fill del poble romanès. Vol expressar-se de manera autèntica i troba inspiració en les cançons i danses populars de la seva infància. Així sorgeix la idea el 1897 de compondre el seu opus núm. 1, Poème roumain, una obra que reflecteixi la vitalitat i senzillesa del seu poble en contrast amb l’artificiositat de la vida musical parisenca. Segons va confessar, «intentava posar en aquesta suite simfònica algunes de les memòries de la meva infància, transfigurades o, si voleu, estilitzades. Era una evocació molt llunyana! Reviuria imatges familiars de la terra natal que havia deixat fa gairebé vuit anys».
Després d'un intent fallit el 1898, Enescu finalment va guanyar el Primer Premi al concurs anual de violí del Conservatori de París el 1899, amb només disset anys. Malgrat que la seva passió principal era la composició, la seva destresa com a intèrpret de violí havia arribat clarament a un nivell excepcional durant el seu temps al Conservatori de París. Prop de la seva graduació al Conservatori de París, Enescu era un violinista extraordinari i brillant amb només disset anys. Marsick va informar que, com a alumne, Enescu «posseeix en el màxim grau totes les qualitats que pertanyen a un gran virtuós, en timbre, entonació, tècnica i profunditat d'estil». Enescu es va graduar el 24 de juliol de 1899 a la classe de violí al Conservatori de París i se li va oferir un preciós violí Bernardel amb el seu nom gravat.
Enescu va dir del Conservatori de París: «No sóc desagraït envers el Conservatori, on vaig conèixer mestres admirables i amics meravellosos. Però si em pregunten en quina data exacta el vaig deixar, no sé què respondre, perquè sempre m’ha semblat que, si més no en esperit, vaig abandonar el Conservatori el mateix dia que hi vaig entrar!»

### Primeres composicions

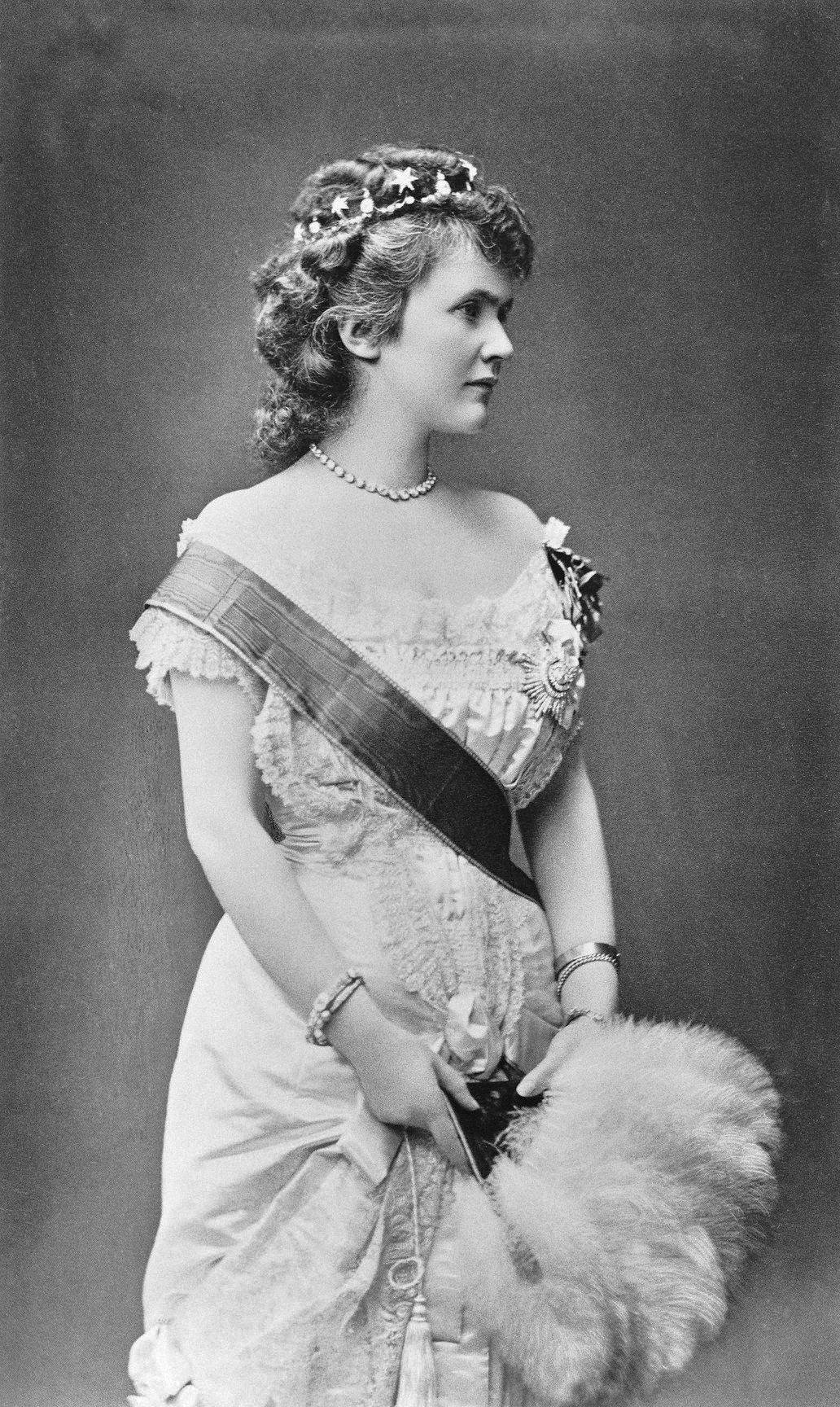
La reina i escriptora Elisabet de Romania va ser la seva mecenes

Elena Bibescu, una brillant pianista, fou una mecenes d'Enescu, com després ho va ser la reina i escriptora Elisabet de Romania —coneguda pel seu nom de ploma Carmen Sylva—, i el va promoure entre l'elit francesa durant aquests primers anys. Elena va morir el 1902 i el 1954, més de cinc dècades després de la seva mort, Enescu dedicà a la seva memòria el poema simfònic Vox Maris. A casa de Bibescu, Enescu va conèixer la flor i nata que en aquell moment vivia o visitava París. Entre ells D'Indy, Saint-Saëns i sobretot el famós director Édouard Colonne, que després dels elogis de Saint-Saëns va accedir a estrenar-li Poème roumain (Poema romanès), considerada el primer número d'opus en la sèrie de composicions de maduresa d'Enescu, que llavors tenia setze anys. Va ser estrenada el 6 de febrer de 1898 a París en un dels seus famosos concerts del director. Aquesta obra va marcar el debut d'Enescu com a compositor i va rebre elogis entusiastes, amb crítiques elogioses per part de Paul Dukas, qui va lloar la «consistència de l'escriptura, la subtilesa de l'orquestració i la comprensió extraordinària dels efectes rítmics i dels contrastos tímbrics». Quan l'obra es va estrenar a Bucarest el març de 1898, sota la direcció d'Enescu, que dirigia per primera vegada, va ser aclamada amb enorme entusiasme, fins al punt que es va parlar del naixement de la primera «obra nacional romanesa». Aquesta obra li va portar fama duradora a la seva terra natal i el respecte i reconeixement constants de la comunitat musical internacional.
Aquesta seria la primera de les quatre que va compondre durant el període que va passar estudiant a París, les següents serien: la Sonata núm. 1 per a piano i violí en re major op. 2 (1897, dedicada a Joseph Hellmesberger, el seu professor de Viena), la Suite núm. 1 en sol menor, a l'estil antic, per a piano op. 3 (1897) i la Sonata núm. 2 per a piano i violí en fa menor op. 6 (1899), obres que van donar el reconeixement al jove compositor. Amb aquesta darrera sonata, la manera de compondre d'Enescu marca un salt important. Es podria dir que el llenguatge musical de Fauré li va proporcionar a Enescu els recursos que ell necessitava: fluïdesa lineal, textures sonores, una llengua harmònic cromàtic amb progressions modals i cadències. Carl Flesch deia que «és una de les més importants obres de tota la literatura de les sonates, injustament caiguda en l'oblit».
La Primera Sonata per a violoncel, op. 26, va ser acabada el novembre de 1898. Tots els seus temes són modificacions enginyoses del material temàtic del primer moviment. Va ser composta amb un estil musical semblant a la Sonata per a violí núm. 1, probablement més propera a Brahms. El mateix any, Enescu també va acabar les Variacions per a dos pianos sobre un tema original, op. 5, que van ser interpretades pel famós duo Édouard Risler i Alfred Cortot.  Enescu va establir una amistat artística profunda amb Cortot, un dels grans pianistes del moment. Aquesta relació ja havia començat durant l’etapa d’estudis a París. Els recitals de sonates interpretats per Enescu i Cortot es convertirien aviat en fites destacades de la vida musical europea.
Després de l'èxit del Poème roumain, Édouard Colonne va animar Enescu a escriure una nova obra orquestral. Així, a finals de 1898, el jove compositor va crear ràpidament la Pastorale-Fantaisie, que va completar en pocs dies i va datar el 10 de gener de 1899. L’estrena es va programar per al 19 de febrer del mateix any als Concerts Colonne del Théâtre du Châtelet. Tot i tenir només disset anys, Enescu va rebre abans de l'estrena una gran atenció mediàtica per part de la premsa francesa. En aquest cas, la crítica va ser menys entusiasta.

### Carrera internacional (1900-1905)

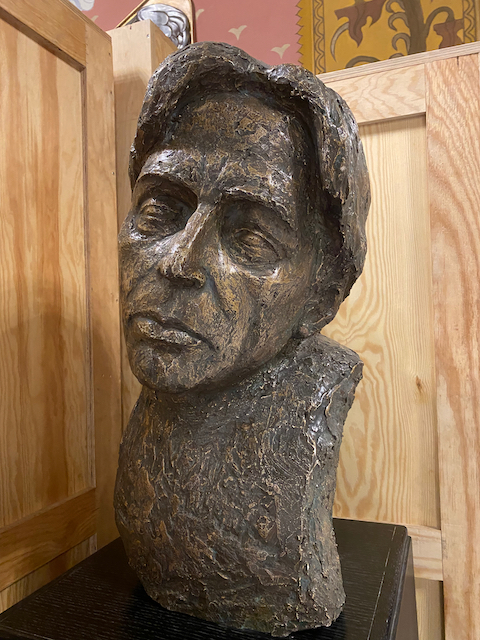
Lelia Zuaf: Bust de George Enescu al Palau de la Cultura de Târgu Mureș

Després de graduar-se el 1899 al Conservatori de París, Enescu es va quedar en un primer moment a París per seguir una carrera. El retard cultural de Romania hauria limitat el desenvolupament del seu talent. En un principia, va passar la majoria de temps a París per absorbir la rica cultura francesa, que li era propera, i per estar en contacte amb les novetats artístiques d’Europa i Amèrica, essencials per a la seva formació com a gran músic. De mica en mica, Enescu va iniciar una vida dual que marcaria la seva edat adulta, residint tant a França com a Romania i repartint la seva energia entre la interpretació i la composició. París va ser el centre principal de les seves activitats com a violinista i pianista.
La primera audició parisenca de la Segona Sonata, el 22 de febrer de 1900, amb Enescu al piano i Jacques Thibaud al violí, no només va estrenar l’obra —dedicada al violinista—, sinó que va marcar l’inici d’una estreta col·laboració artística. Enescu sempre va sentir per Thibaud una profunda admiració i estima.
A la primavera de 1900, Enescu va oferir una sèrie de concerts importants a Bucarest, destacant el Poème roumain amb Carl Flesch com a solista de violí i la Fantasia per a piano i orquestra amb Theodor Fuchs com a solista. Després dels concerts, va anar amb Fuchs cap a Cracalia i Mihăileni, on va compondre diverses obres. En aquest moment, Enescu acaba una obra molt important en la seva creació, per una construcció musical de gran envergadura i complexitat: la prodigiosa polifonia del seu monumental Octet per a corda, op. 7, àmplia estructura de quaranta minuts en una sola peça amb no menys de quinze temes. És una música plena d'efectes sonors, contrapuntística, amb temes de caràcter modal. Enescu mateix va decidir que l'havia pensat com un sol moviment en forma de sonata a escala gegant, encara que les seves quatre seccions existissin de forma independent.
Mentre escrivia la Simfonia concertant, Enescu sentia cada vegada més la necessitat d’expressar la seva identitat com a representant musical del seu poble. Seguint l’esperit del Poema, va decidir crear una rapsòdia, més concentrada i menys narrativa. Va entrellaçar diverses melodies populars que havia escoltat de músics tradicionals, formant un remolí simfònic vibrant que representa una festa i una celebració de la dansa. Les Rapsòdies romaneses expressen l’alegria vital i l’energia d’un poble vigorós. Enescu va finalitzar la composició l’agost de 1901 a Sinaia, on sovint es retirava durant l’estiu per trobar la calma necessària per a la seva creació.
Les seves composicions més conegudes daten dels primers anys del segle xx, com les dues Rapsòdies romaneses (1901-1902), la Suite per a orquestra en do major, op. 9 (1903), amb el seu impressionant Preludi, tocat enterament a l'uníson per les cordes (amb l'estrena americana el 1911 sota la batuta de Gustav Mahler), la Simfonia núm. 1 en mi bemoll major, op. 13 (1905), Set Cançons pels versos de Clément Marot (1908). El preludi a l’uníson que obre la primera Suite per a orquestra simbolitza la seva transició de l’ús directe de melodies folklòriques cap a la creació de temes originals impregnats de l’esperit de la música tradicional.
El 1903 guanya el concurs de composició organitzat per la revista francesa de música amb la seva Suite núm. 2 per a piano op. 10 (amb Debussy, d'Indy i Cortot al tribunal) i a partir de 1904 (fins a 1910) forma part (a petició de Fauré) de tribunal del Concurs del Conservatori Nacional de París. Fauré també li va demanar que escrivís algunes obres per a ser utilitzades en els concursos per a instruments. Així van néixer el Cantábile i Presto per a flauta i piano (1904), el Concertstück per a viola i piano (1906) o la Llegenda (1906) per a trompeta i piano.
Tot i que el reconeixement d'Enescu per les seves composicions era força inconsistent fora de Romania, guanyava una reputació important com a violinista. Sense proposar-s’ho, es convertí en un violinista de fama internacional, especialment valorat pel seu so dolç i expressiu. A París era habitual veure’l en concerts, i debutà a Berlín el 1902 i a Londres el 1903. El 1905 tocà sota la direcció del prestigiós Felix Weingartner, i els grans directors començaven a fixar-se en ell. De tant en tant tocava violí i piano i també dirigia en alguns concerts. La seva carrera internacional com a intèrpret li va costar guanyar temps per a la composició que tant l'apassionava.
L’any 1902 va impulsar la creació d’un trio (amb Alfredo Casella al piano i Louis Fournier al violoncel) i, el 1909, d’un quartet (amb Henri Casadesus, Louis Fournier i Fritz Schneider). Aquestes formacions van oferir nombrosos concerts a París en aquell període. Però, per al jove Enescu, especialment inoblidables van ser les sessions de música de cambra amb els grans músics contemporanis i amics seus: Ysaÿe, Thibaud, Kreisler i Casals. «Teníem el costum —explica— de reunir-nos a casa d’un amic, Reichenberg, a París, per fer música de cambra. Érem cinc amants de la música: Ysaÿe com a primer violí, Thibaud segon violí, Kreisler a la viola, Casals al violoncel i jo al piano. Tocàvem només per la joia de tocar. Alguns amics ens escoltaven, però en realitat tocàvem per a nosaltres, pel nostre propi plaer. Allà, Kreisler, que s’havia destacat com a solista, va tenir la revelació del significat profund de la música de cambra. Era feliç com un nen i entusiasmat com un adolescent quan, amb llàgrimes als ulls, ens agraïa aquella alegria que, de fet, compartíem tots.»

Pau Casals, Enescu i George Georgescu

Enescu i el jove però ja reconegut violoncel·lista Pau Casals van establir una amistat profunda i duradora. Es van conèixer a començaments de 1901 durant un concert de cambra en què tots dos van ser convidats a tocar, i des d’aleshores van mantenir un vincle molt estret, admirant-se mútuament com a màxima expressió viva de la música.
Enescu, amb només 23 anys, ja era un músic reconegut i complet, amb una carrera brillant com a compositor i intèrpret. Era estimat tant a Romania com a l’estranger, i grans intèrprets i compositors valoraven la seva obra. Enescu no volia ser una estrella del violí, sinó un compositor dedicat plenament a la creació al seu país. Però, com que viure només de la composició era gairebé impossible i no volia fer concessions comercials, va decidir guanyar-se la independència econòmica actuant com a violinista. Així podria compondre amb total sinceritat, fidel als seus valors artístics, sense escriure mai música de comanda ni ocasional.
El 1905, després de tres anys de treball, va acabar la Simfonia núm. 1 op. 13, una obra amb un missatge heroic i optimista, que expressa la lluita vital amb confiança i plenitud. És un conjunt complex de relacions entre els seus elements temàtics constitutius, que impressiona per la seva unitat estilística i per la robustesa del discurs musical.

### Glòria amarga (1906–1914)
L'any següent, 1906, acaba el Dixtuor per a instruments de vent, una obra amb un caràcter més íntim, escrita per a dues flautes, oboè, corn anglès, dos clarinets, dos fagots i dues trompes. Els temes i els motius ornamentals canvien contínuament entre les veus, i la música té un notable equilibri des del principi fins al final. Malgrat la seva inconfusible subtilesa francesa, el Dixtuor està clarament influenciat en profunditat per la música folklòrica romanesa. Per la primera vegada en una de les seves creacions de referència, Enescu utilitza l'heterofonia, que consisteix a sobreposar versions diferents del mateix material temàtic, sovint gairebé tot seguit, però sense crear l'efecte de cànon. El mateix any, va tenir un affair sentimental amb la soprano anglesa Maggie Teyte a qui li va dedicar una de les Sept Chansons de Clément Marot op. 15.
Els seus concerts són interpretats en molts països europeus i en ells és acompanyat amb altres personalitats famoses de l'escena musical de la seva època: Alfredo Casella, Pau Casals, Louis Fournier, Jacques Thibaud i Richard Strauss. Amb Casella i Fournier va formar un trio el 1902 i va fundar el Quartet Enescu el 1904. Abans de la Primera Guerra Mundial, va fer gires com a violinista per diversos països europeus i va dirigir l'Orquestra Filharmònica de Berlín i el Concertgebouw als Països Baixos el 1912. Durant els mesos d'estiu, solia compondre buscant la tranquil·litat del camp romanès, però també va ser una figura activa en la vida musical del seu país, arribant a fundar el Premi Nacional de Composició George Enescu per a compositors romanesos el 1913, amb els seus propis fons, que es va concedir anualment fins al 1946. A més, Enescu va fundar la Societat de Compositors de Romania a Bucarest el 1920 i va exercir com a president d'aquesta organització des de 1920 fins al 1948.
L'any 1909 va ser un annus horribilis. El 13 de febrer, l'estrena de la Simfonia concertant va ser un fracàs. Quinze dies després moria la seva mare després que el càncer retornés i la seva salut empitjorés ràpidament. Enescu, que es trobava a París no va poder arribar a temps al funeral (el mateix passaria deu anys més tard, amb la mort del pare el 23 de desembre de 1919). També és l'any de la mort prematura a París de la seva cosina Mariana Cosmovici (el maig de 1909), una jove compositora que era una enorme promesa.
El mateix any, el novembre, Enescu és convidat a fer concerts a Rússia, un moment clau en la seva carrera. Ja havia tingut contacte amb músics russos anys abans, i ara podia aprofundir en el coneixement d’un país i una cultura musical que admirava molt. El desembre estrena el Quartet per a piano núm. 1, op. 16, una obra de gran extensió que dura gairebé 40 minuts. La coda del primer moviment, de dimensions impressionants, constitueixen el més imponent i dramàtic punt culminant de totes les composicions per a música de cambra d'Enescu.
El 1912, l’amistat amb Pau Casals s’intensifica arran d’un concert conjunt a Budapest. Dos anys més tard, repeteixen actuació a la mateixa ciutat. Els recitals de sonates d’Enescu amb Alfred Cortot esdevenen esdeveniments destacats de la vida musical parisenca. El 1913 actuen junts a Torí. A més, comença a destacar com a director d’orquestra, mostrant així la seva gran versatilitat musical.
Enescu va comprendre que no n’hi havia prou amb la seva activitat individual per construir una glòria musical duradora per al seu país. Calia crear una escola de composició sòlida que generés obres capaces d’educar el públic i guanyar el respecte internacional. Davant la manca de suport institucional i l’apatia del públic local, va decidir ajudar activament i desinteressadament els joves compositors romanesos. Va posar la seva fama al servei de les primeres audicions de les seves obres i, el 1913, va crear un premi nacional de composició finançat amb els beneficis dels seus concerts. Aquest premi anual pretenia estimular la creació musical al país. Els primers guanyadors van ser Dimitrie Cuclin i Ion Nona Ottescu, i Enescu sovint interpretava personalment les obres premiades, reafirmant així el seu compromís amb el desenvolupament de la música romanesa.
Per tots aquests motius, el període entre 1905 i 1913 destaca pel nombre escàs d’obres. Només dues composicions importants aconseguí acabar Enescu durant aquells anys: el Dixtuor i les Set cançons sobre poemes de Clément Marot. Tot i que l’obra compositiva d'Enescu era molt valorada, la seva fama principal venia de ser un intèrpret virtuós i brillant violinista i director d’orquestra, i el públic el reconeixia sobretot per aquesta faceta. El públic semblava més interessat en la seva virtuositat que no pas en el missatge artístic que volia transmetre.
Admirat per la reina i escriptora Elisabet de Romania fou convidat diverses vegades a tocar les seves obres al castell de Peleș de Sinaia, que era la residència d'estiu dels reis de Romania. La reina va començar a ser com una segona mare per Enescu i ella l'anomenava el seu "fill espiritual". Va arribar un punt que li va cedir de manera permanent una sala al castell per a la seva disposició. En senyal d'agraïment, Enescu va compondre una sèrie de cançons amb versos de la reina.

### Primera Guerra Mundial (1914-1918)
La tensió dels anys previs al conflicte mundial es reflecteix en la Simfonia núm. 2 en la major, composta per Enescu entre 1913 i 1914.
La tensió latent que impregnava l’atmosfera europea esclata amb violència el juliol de 1914. L’onada devastadora de la guerra s’estén amb rapidesa, atrapant una rere l’altra les principals potències del continent. Suïssa, símbol tradicional de neutralitat i refugi per a molts intel·lectuals, no sedueix Enescu. En un moment tan crític per a la humanitat, ell sent la necessitat de ser present entre els seus. El setembre de 1914 deixa França i torna a Romania, triant el recorregut pel Mediterrani, on les rutes de comunicació eren encara relativament segures.
Durant la guerra, Romania va ser neutral, tot i les simpaties del seu rei, d'origen prussià. El país entraria a la guerra contra Alemanya, Àustria-Hongria i Bulgària l'agost de 1916. Enescu va romandre durant el període bèl·lic gairebé sempre a Romania, dedicant-se amb una energia intensa a la vida musical de Bucarest, no només tocant i dirigint, sinó organitzant esdeveniments musicals de gran importància.
Enescu va emprendre, entre el novembre de 1915 i el febrer de 1916, la memorable sèrie de setze concerts “històrics”. A Bucarest va dirigir l'estrena romanesa de la Simfonia núm. 9 de Beethoven, diverses composicions d'Hector Berlioz, Claude Debussy, Richard Wagner, i també les seves composicions: la Simfonia núm. 2, Suite per a orquestra núm. 2 (1915). Enescu volia apropar la gran música a tot el poble i, per això, a partir de l’estiu de 1915, va recórrer diverses ciutats de Romania oferint concerts que deixaren una empremta profunda i consolidaren una tradició fonamental de la seva trajectòria. En aquest sentit, Enescu somiava una Òpera Romanesa nacional, amb artistes locals i un repertori de grans obres internacionals i romaneses representades en romanès.
Enescu també aprofità la seva estada a Romania per implicar-se activament en el Premi Enescu, amb l’objectiu d’impulsar la creació musical nacional i elevar el nivell del públic. El premi esdevingué clau per al desenvolupament de l’escola musical romanesa. Un dels joves compositors que més el va impressionar fou Mihail Jora, guanyador del primer premi el 1915 amb una suite per a orquestra que destacava per la seva originalitat i brillantor.
Enescu compongué la Suite núm. 2 per a orquestra l’any 1915, una obra neoclàssica amb tocs de lirisme romàntic i influències de la cançó popular. Paral·lelament, madurava la idea d’Oedipe, veient-hi un símbol universal del sofriment injust, especialment en el context tràgic de la guerra.
El 15 d’agost de 1916 es proclamà la mobilització general. Tot i una ofensiva inicial de curta durada per part de les forces romaneses, la situació del país es tornà ràpidament alarmant: les tropes alemanyes avançaven cap a Bucarest. Quan la caiguda de la capital ja no es podia evitar, Enescu es va afegir als qui, l'octubre de 1916, es traslladaven a Moldàvia per organitzar-hi l’últim focus de resistència. Per protegir la seva obra, va fer enviar els manuscrits amb el tresor nacional que travessava la frontera. Entre aquells papers hi havia també les primers esbossos de l’òpera Oedipe.

Enescu, instal·lat a Iași, dona exemple de serenor i compromís fundant el 1917 una orquestra amb 73 músics per mantenir viva la cultura i l’esperança. Amb grans dificultats, organitza concerts regulars tot dirigint o tocant de solista, i salva molts músics del front. Durant dos anys, la música clàssica omple el Teatre Nacional i esdevé un refugi espiritual per a la població.
Durant la Primera Guerra Mundial, Enescu va canalitzar el patiment viscut al seu voltant a través de la música. Com a resposta emocional i artística a la tragèdia col·lectiva, va concebre la Tercera Simfonia (1917–1918), amb cor i orgue, com una obra grandiosa que reflecteix el sofriment, la lluita i l’esperança de la humanitat. L’obra combina imatges sonores d’agressivitat i dolor amb una conclusió serena i mística, anticipant temes que després desenvoluparia a Oedipe. Tot i retratar la brutalitat de la vida, Enescu mai va perdre el sentit de la bellesa musical, reafirmant la seva visió harmoniosa i profunda de l’existència.

### Anys d'esperança (1919-1926)

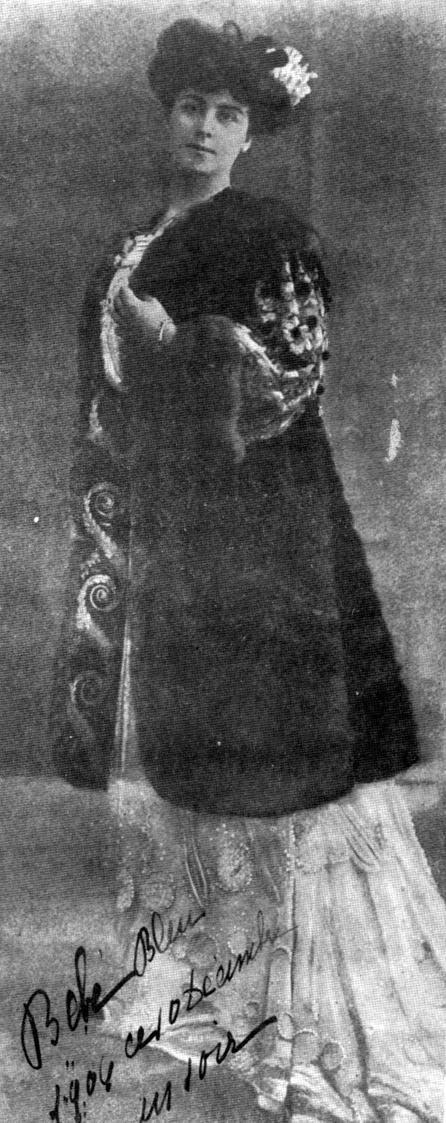
Maria Rosetti-Cantacuzino, vídua de Mihail G. Cantacuzino, que es va casar amb Enescu el 1937

Enescu esperava amb molta il·lusió donar a conèixer la seva simfonia, però la seva estrena el 1919 a Bucarest va ser rebuda amb fredor i indiferència. Tot i intentar una segona audició, va topar amb la resistència d’alguns músics i el desconeixement del públic, que preferia la comoditat del tradicionalisme. Aquesta situació li va causar un gran dolor, però no el va aturar: a la tardor de 1919 va reprendre les seves gires internacionals.
Després de la guerra, continua la seva activitat dividida entre Romania i França, en aquest últim país va tenir molts seguidors i alumnes, entre ells a Michael Schwalbè. D'aquella època van quedar per la memòria les seves interpretacions del Poema per a violí i orquestra d'Ernest Chausson i de les sonates i les partitures per a violí de Johann Sebastian Bach.
Enescu reprèn les seves tradicionals gires per Europa i fa quatre grans viatges a Amèrica del Nord. El Quartet en mi bemoll major, creat principalment el 1920 a Lausana i esbossat durant la guerra, és un poema líric ple de nostàlgia i èxtasi, amb una melodia noble que recorda els últims quartets de Beethoven i les seves profundes reflexions interiors. El 1921 va crear la primera companyia d'òpera nacional de Romania, assajant i dirigint la seva primera producció (Lohengrin, 31 de desembre de 1921). A principis de gener de 1923 trepitja per primera vegada terra americana. Durant deu anys va fer gires habituals en els Estats Units, on les orquestres americanes també li van oferir freqüents oportunitats de direcció. Va dirigir la Philadelphia Orchestra (1923). A més, Enescu va ser considerat com un dels candidats per substituir Toscanini com a director permanent de la Filharmònica de Nova York el 1936. Finalment, va dirigir l'orquestra entre 1937 i 1938. També va dirigir les orquestres de Cleveland, Boston, Cincinnati, San Francisco, etc. i va tocar sota la batuta de directors com Walter Damrosch, Frederick Stock o Leopold Stokowski els grans concerts per a violí. Va realitzar innumerables recitals de violí, piano i música de cambra, participant en els festivals més prestigiosos d'Europa i tocant al costat de músics com Thibaud, Casals, Cortot i Fournier. A més, va dirigir orquestres simfòniques i òperes, impartint classes magistrals, tot mentre continuava component música. També era conegut per la seva habilitat per aconsellar, guiar i aprofundir en tota mena de música de diverses èpoques. L'èxit a Philadelphia, Washington, Nova York, Baltimore, Pittsburg, Boston i Detroit és tan gran que repeteix la visita a l’inici de cadascun dels tres anys següents.
El tercer i culminant moment de l'evolució creativa d'Enescu és la Sonata núm. 3 per a piano i violí (1926), inspirada en l’esperit de la música llaütera. L’obra sintetitza duresa i tendresa, nostàlgia i festa, i reflecteix l’harmonia entre l’home i la natura. Malgrat la seva novetat estilística, la sonata no va ser ben compresa pel públic en les primeres audicions. Amb aquesta i altres obres del període, Enescu assoleix un estil clar i profundament meditatiu, orientat cap a un ideal humà i artístic que s’oposa als turments del segle XX.
Enescu admirava profundament Bartók, especialment la seva capacitat per respectar l’estructura musical malgrat una naturalesa rebel. La seva trobada simbòlica el 1924 a Lugoj ho demostra: Enescu, després de llegir la Segona sonata per a violí i piano de Bartók en un trajecte en tren, la memoritzà completament i la interpretà de memòria al concert, amb el mateix Bartók al piano. Aquest fet insòlit deixà Bartók bocabadat. La ràpida assimilació d’Enescu reflecteix la seva connexió estètica amb l’obra de Bartók, que percebia com una expressió paral·lela de la seva pròpia visió musical.
Després de la Primera Guerra Mundial, Enescu reprèn la seva missió de portar la gran música per tot Romania, especialment a zones rurals i ciutats petites on mai no havia arribat. Aquestes gires, que sovint feia dues vegades l'any, no tenien cap finalitat econòmica —sovint eren deficitàries o destinades a finalitats benèfiques— i, tot i això, les preferia a propostes internacionals molt més lucratives. Acompanyat per músics com Caravia, Alessandrescu o Gherea, Enescu recorria el país convençut de la seva missió cultural i social. El músic francès Gustave Bret va dir «La generositat és la base de la seva vida. Almenys tan dotat com els més il·lustres virtuosos, es distingeix de la majoria d’ells pel fet d’haver emprès la seva carrera en una direcció exactament oposada a l’explotació comercial.»

#### Oedipe
Enescu esperava amb ànsia el llibret d’Oedipe, però, tot i els retards, continuava treballant-hi: la música ja li bategava dins. Malgrat haver perdut esbossos durant la Revolució Russa, no es va rendir i va començar a reconstruir l’obra des de zero, repensant tant el material temàtic com l’estructura. Durant una gira pels Estats Units, l'1 de març de 1923, va rebre un telegrama de Fleg: «Les seves caixes han estat retrobades al Kremlin». La seva alegria fou indescriptible. El 9 de juliol de 1923, retirat a la calma de la seva residència a Sinaia, Enescu es posà a compondre la partitura d’Oedipe. El procés creatiu es desfermà amb una energia acumulada durant anys.
L'inici d'Èdip coincidí amb un període feliç per a Enescu, marcat per l’entrada de Maria Cantacuzino a la seva vida. Ella es convertí en la seva companya i inspiració, i li dedicà la seva obra més important. Maruca Cantacuzino havia entrat en la vida de George Enescu el 1907, en un encontre a l'Ateneu. Enescu, un compositor jove de vint-i-sis anys, va quedar fascinat per la seva bellesa i encant, mentre que ella es trobava atrapada en un matrimoni on el seu marit constantment la traïa. A partir d'aquest moment, Enescu es va fer un lloc a la vida de Maruca, participant activament en la vida del Palau Cantacuzino, oferint concerts i compartint moments en altres llocs on coincidien. Maria era coneguda pels seus amics com a Maruca, vídua de Mihail G. Cantacuzino i la dona que es va convertir, el 1937, en l'esposa de George Enescu. La Princesa Maria (Maruca) Cantacuzino (en francès, Cantacuzène), que seria el seu únic gran amor i amb la qual es va casar de seguida, gaudia d'una important fortuna que amb prou feines va aprofitar i va acabar dilapidant.
En els intervals entre les gires, Enescu aprofitava per dedicar-se a Oedipe, retirant-se a llocs tranquils com Sinaia, Lausana o Tețcani, on es trobava la llar ancestral de la dona que estimava. Va ser concebuda el 1912, escrita amb esborranys el 1921, revisada i orquestrada entre 1921 i 1931. El 27 d’abril de 1931, després de gairebé una dècada de dedicació intensa, Enescu va acabar finalment la seva òpera. Es trobava llavors a Teţcani. La tasca creativa del compositor havia conclòs, però s'havia d'estrenar. Finalment es va estrenar a l'Òpera de París el 1936, dedicada a Maria Rosetti-Cantacuzino, amb una sala de plena de gom a gom i amb l'assistència de personalitats de primer nivell de la cultura francesa. L'òpera va acabar amb una tempesta ensordidora d’aplaudiments i ovacions i la crítica va elogiar l’òpera d’Enescu.
Després de tres funcions, l’òpera va ser retirada de la cartellera. No es podia permetre la presència al repertori d’una òpera no conformista que exigia a l’oient un esforç intel·lectual que no satisfeia els càlculs comercials de l’administració, tan ben assegurats amb La Traviata i La Bohème.

#### Yehudi Menuhin
Més enllà de l’amor de Maruca i del retrobament amb els seus esbossos d'Oedipe, la dècada de 1920 li va portar a Enescu una altra font de felicitat: l’amistat intensa i sincera d’un jove que el va entendre com ningú, i que acabaria esdevenint l’hereu més brillant del seu esperit artístic. Es deia Yehudi Menuhin.
Era l’any 1924. Enescu feia una gira de concerts pels Estats Units. Entre el públic de la gran sala de San Francisco hi havia un nen de vuit anys, ja famós a la ciutat per la seva precocitat musical. El petit Yehudi estudiava violí amb el professor Persinger, deixeble de Jacques Thibaud. La interpretació d’Enescu va commoure profundament aquell nen i li va fer veure la música d’una manera completament nova. En aquell moment, Enescu es va negar a rebre el nen. Un any després, tot i els seus recels, Enescu accepta escoltar Menuhin a París, pressionat per la insistència dels pares del jove violinista. Yehudi va tocar per a Enescu, que va quedar impressionat pel seu talent i la puresa del seu so. Tot i l’emoció i la tendresa que li despertava, Enescu va rebutjar fer-se’n càrrec com a mestre, convençut que no tenia res a ensenyar-li, i va marxar cap a Romania, deixant enrere per segona vegada el jove violinista.
Tot i el refús inicial, ni Yehudi ni la seva família van defallir: es van establir a París decidits a esperar el retorn d’Enescu. Quan Enescu va tornar a la tardor, les insistents peticions dels Menuhin el van convèncer, i acabà acceptant fer-se’n càrrec. Yehudi tenia aleshores nou anys. L’estiu de 1926, Enescu es va endur la família Menuhin a Romania i va continuar treballant amb Yehudi a la seva vila de Sinaia. L’entorn natural i els estudis dels grans compositors van afavorir la seva formació. Enescu es meravellava del talent i la maduresa musical del nen, que amb només deu anys tocava amb una intensitat gairebé inquietant. Enescu el va ajudar a descobrir el sentit profund de la música i l'adorava com un pare.
El 1927, li va proposar interrompre temporalment les classes amb ell i anar a Basilea a estudiar amb Adolf Busch, «per aprendre més del classicisme alemany». Els hàbits que li va inculcar Busch varen tenir la seva utilitat, ja que havien disciplinat el temperament i la fantasia de l’adolescent. L’any 1931 comença la segona etapa de les lliçons de Menuhin amb Enescu. Menuhin va dir que «mentre Busch va desenvolupar en mi el sentit de la disciplina, de la precisió i de l’autoritat, Enescu va ser qui em va encendre la imaginació... obrint-me així una perspectiva dins del tumult i la grandesa de Bach». Enescu va fer de Menuhin un dels violinistes més brillants del segle.
Enescu va dirigir diversos concerts en què Menuhin actuava com a solista, el va acompanyar al piano i, sobretot, van poder tocar junts a dues veus. Un dels moments àlgids el va representar el Concert per a dos violins de Bach enregistrat l’any 1933 per Enescu i Menuhin, amb només disset anys.

#### Maruca
Durant els anys 1930, a la tristesa d’Enescu per no ser reconegut com a compositor, sinó només com a intèrpret, s’hi afegeix el malestar per la manca d’harmonia en la seva vida íntima. El 1937 s'havia casat amb Maria Cantacuzino, amb qui mantenia una relació des de feia dècades. Tot i l’amor mutu, les seves diferències de caràcter —l’austeritat d’Enescu i el refinament aristocràtic de Maruca— generaven tensions. Ella l’arrossega a una vida mundana que li resta la serenitat que ell necessita per compondre. Així, Enescu viu entre l’admiració pública i la incomoditat personal, tant en l’àmbit artístic com en el sentimental. Enescu mantingué una relació complicada amb la casa reial, que es presentava com a "protectora", però no comprenia realment la seva vocació artística. Les reines i princeses només valoraven el seu prestigi, no pas la seva obra. Maria Cantacuzino tampoc compartia del tot la seva visió ni estil de vida. Tot i això, quan ella va emmalaltir greument, Enescu li fou fidel i acabaren casant-se. Amb el temps, la relació esdevingué pesada i mancada de la màgia inicial. El seu vincle constant pot interpretar-se tant com una prova d'heroisme com de debilitat.
Enescu intentava oblidar les seves grans tristors refugiant-se en la música, que li donava força i sentit vital. Enescu es creava en la música un món pur i sublim, tot i que sovint impregnat d’una melangia profunda. Això es reflecteix en obres com la Sonata núm. 2 per a violoncel i piano (1935), de caràcter líric i meditatiu amb passatges foscos, i la Sonata núm. 3 per a piano (1935), plena d’alegria i llum, només breument interrompuda per una secció nostàlgica.
Enescu s’acostava als seixanta anys i sentia el pes del pas del temps i una profunda melancolia per les il·lusions perdudes i l’enyorança del passat. Per evadir-se’n, es refugià en la música, que li permetia reviure els moments feliços de la infantesa. Així nasqueren dues obres: Suite Villageoise (1938, op. 27), que evoca amb tendresa i humor els paisatges i escenes del seu poble natal, i Impressions d'enfance (1940, op. 28), un viatge musical per les experiències sensorials d’un nen —des del joc i la fantasia fins a la por nocturna i el renaixement amb la sortida del sol.
A finals de 1939, l’imperialisme nazi, amb un gran poder militar, derrotava els febles règims democràtics i burgesos d’Europa. La guerra s’estenia pel continent i Romania també acabaria patint-ne les conseqüències.

### Segona Guerra Mundial (1940–1944)

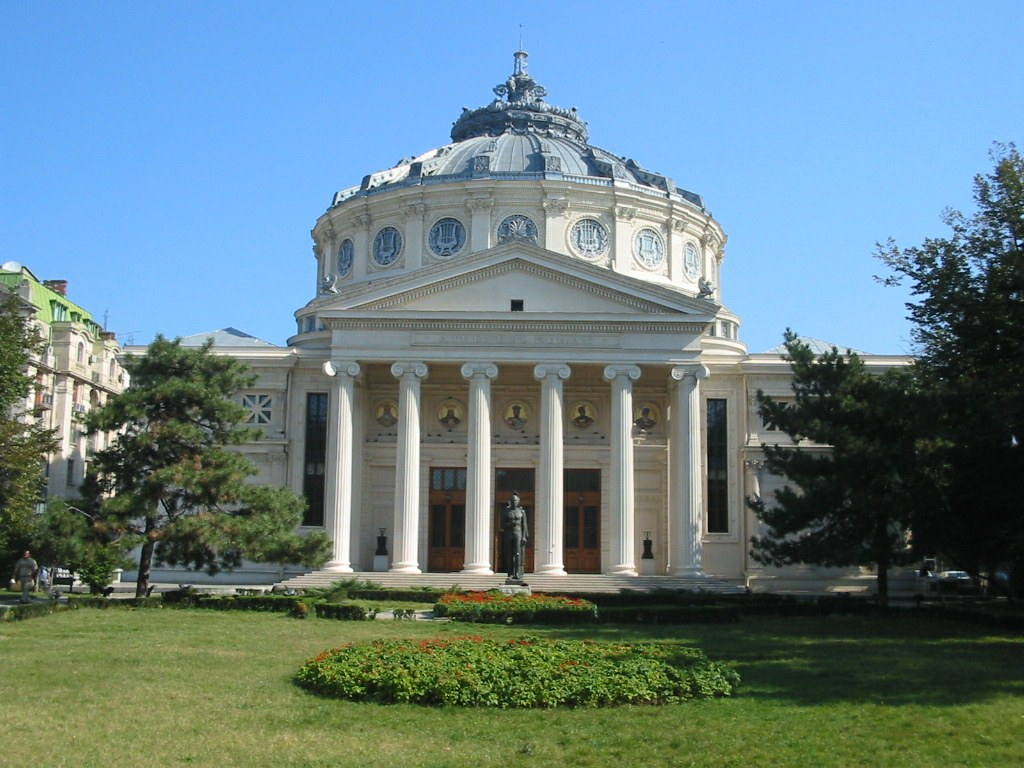
Ateneul Român, seu de l'Orquestra Filharmònica "George Enescu"

Durant la Segona Guerra Mundial, George Enescu va refusar abandonar Romania malgrat la dictadura militar d’Antonescu i la guerra antisoviètica. Tot i no expressar obertament la seva oposició com Bartók, el seu silenci i la seva actitud digna revelaven un rebuig profund al feixisme i al règim nazi. Va rebutjar actuacions a l’Alemanya de Hitler i a la Itàlia de Mussolini, i va utilitzar el seu prestigi per defensar músics perseguits. Enescu va donar suport al seu poble des de dins del país, promovent, a través de l’art, un missatge de pau, justícia i resistència moral.
El 19 d’agost de 1941, en plena crisi al país, Enescu va celebrar el seu 60è aniversari a la vila Luminiş de Sinaia, en un ambient més malenconiós que festiu. Setmanes després, se li van retre homenatges a través de diversos concerts. Rememorant el seu compromís durant la Primera Guerra Mundial, va formar un quartet de corda amb Bobescu, Rădulescu i Lupu. Bobescu destacava l’energia infatigable d’Enescu, que assajava durant hores i continuava estudiant i tocant al piano fins ben entrada la matinada. El Quartet George Enescu va centrar la seva activitat en la interpretació integral dels quartets de Beethoven, una empresa exigent i carregada de significat simbòlic. En plena guerra, Enescu volia reivindicar els valors d’humanisme i fraternitat presents en l’obra de Beethoven, com a contraposició al nazisme. L’execució completa dels quartets el 1942 va tenir un fort impacte artístic i moral.
Durant aquest període, Enescu va tenir una presència constant i intensa a tot el país, oferint concerts regularment a Bucarest, sovint per causes socials o en suport d’altres músics, com Constantin Silvestri, Mihail Jora, Martian Negrea i Sabin Dragoi. Amb gran generositat, ajudava intèrprets a l’atur, defensava millores per als membres de la Filharmònica i promocionava compositors joves, incloent-hi primeres audicions als seus programes. Tot i la salut fràgil, mantenia una energia infatigable. Va establir una relació artística i humana molt estreta amb Dinu Lipatti, que va difondre la seva música.
L’any 1943, commogut pel patiment del poble romanès durant la Segona Guerra Mundial, Enescu dirigeix dues obres profundament emotives: el Te Deum de Bruckner i el Rèquiem de Fauré. Davant la barbàrie del moment, reflexiona sobre la impotència de l’ésser humà i concep el poema simfònic Vox maris, una al·legoria sobre la lluita i el sacrifici davant les forces destructores, simbolitzades per una mar tempestuosa que engoleix un mariner heroic.
En el Quartet per a piano en re menor, compost entre 1943 i 1944, l’esperit de lluita i esperança triomfa sobre la tristesa inicial. El tema principal, que comença amb un to melancòlic, evoluciona cap a una energia heroica i vital. Tot i el context tràgic de la guerra, Enescu mantingué la confiança en la victòria de la humanitat.

### Postguerra (1945-1946)
Després de la guerra, Enescu mostra una forta simpatia pel poble soviètic i participa activament en la construcció de l’amistat romanesa-soviètica, fundant l’ARLUS (Associació Romanesa per a l’Establiment de Vincles amb la Unió Soviètica). Creu en la cooperació cultural i moral entre pobles i defensa les seves conviccions profundes, intuint que la renovació i la llum vindran de l’Orient.
Després de tornar de Bulgària i Iugoslàvia, diversos músics soviètics, com David Óistrakh i Lev Oborin, van col·laborar amb Enescu en concerts a Romania. Tots van quedar molt impressionats per la seva mestria, senzillesa i calidesa. Enescu també admirava la tècnica i la sensibilitat d’Óistrakh. Durant aquest període, Enescu va conèixer altres músics soviètics i va tocar amb ells obres de Fauré, Chausson, Saint-Saëns i Xostakóvitx, mostrant una gran admiració per la seva qualitat humana i artística. Fascinat per la cultura soviètica, va començar a estudiar la Setena Simfonia de Xostakóvitx, una obra que ell veia com una expressió d’humanisme i resistència davant la barbàrie. El 1945 en va dirigir l’estrena d’aquesta simfonia a Bucarest, en un concert que esdevingué una declaració artística i ètica contra la destrucció i la brutalitat de la guerra. L’admiració per Xostakóvitx es va aprofundir durant una trobada a Moscou. Xostakóvitx va dir: «Vaig tenir la felicitat de conèixer Enescu, i les converses amb ell em van portar molta alegria. Era una gran felicitat escoltar les seves reflexions profundes sobre la música i ser testimoni del seu fervorós patriotisme, de l’amor per la seva terra i pel seu poble.»
L'abril de 1946, Enescu va visitar Moscou com a compositor, violinista, director i pianista. Causa una gran impressió des del primer moment. Durant un assaig amb l'Orquestra Simfònica de l'Estat de l'URSS, va interpretar tota la Cinquena Simfonia de Beethoven al piano per mostrar la seva visió de l'obra, i després la va dirigir amb gran èxit. També va dirigir la Quarta Simfonia de Txaikovski, una versió molt personal que Óistrah va considerar inoblidable per la seva expressivitat i autenticitat artística.
En tornar a Romania, Enescu va viure l’alegria de retrobar-se amb el seu deixeble estimat, Yehudi Menuhin, després de set anys. El retrobament, molt emotiu, fou descrit per Arghezi com una trobada entre el mestre romanès de 65 anys i el jove príncep del violí de 30, carregada de nostàlgia i afecte.

### Darrers anys (1947-1955)
Després de la guerra, el Partit Comunista romanès va prendre el control gradualment. Aquest fet i l'animat pel renaixement d’Europa, el va portar a sortir del país per reprendre els viatges el 10 de setembre de 1946. Encara que no van faltar temptatives de fer-lo tornar al país, sempre va aconseguir eludir-les tot i que la seva música mai va ser prohibida i a ell se'l va seguir considerant un heroi nacional.
A 65 anys, tot i l’aspecte envellit que el feia més gran, Enescu conservava una vitalitat extraordinària, que es reflectia en la intensitat de les seves interpretacions. A partir del 1947 va reprendre les gires internacionals, emocionant el públic dels Estats Units, França i Anglaterra. Va fer concerts amb els seus amics David Óistrakh i Emil Guílels. En un festival a Estrasburg, ell i Menuhin foren molt elogiats per la seva interpretació profunda i expressiva de Bach, arribant a transmetre una connexió directa amb l’esperit de la música, més enllà de les notes escrites.
A causa del deteriorament físic, Enescu va haver de reduir les seves aparicions com a violinista, però entre 1948 i 1950 es mantingué actiu com a director d’orquestra de formacions molt importants. L’estiu de 1950, després d’una intensa activitat a Anglaterra, va patir un atac de cor que l’obligà a interrompre la seva carrera temporalment. Enescu es va recuperar parcialment i va tornar a dirigir el 1951, però amb menys energia. Va continuar treballant a França i Anglaterra per necessitat econòmica, sense tornar a Romania per dubtes causats per informacions negatives d’exiliats i la seva malaltia cardíaca. L'agost de 1951, per exemple, va rebutjar una invitació a la Setmana de la Música Romanesa al·legant motius de salut.
Enescu patia una gran tragèdia personal: perdia la capacitat d’actuar com a intèrpret i la seva obra encara no era prou reconeguda per substituir aquesta glòria. Al seu sofriment físic s'hi sumava l’anhel de tornar a la pàtria, que no visitava des de feia anys. D'aquest temps són, L’Obertura de concert (1948, op. 32), basada en temes populars romanesos i que mostra la imatge de la pàtria amb una inquietud dolorosa, i el Quartet en sol major (1952, op. 22 núm. 2) combina una reflexió melancòlica amb una ambientació folklòrica alegre, com si volgués alleujar la seva soledat.
Enescu estava ja en edat avançada, patia problemes de salut com malalties cardíaques, curvatura de l'esquena i problemes d'audició que afectaven la seva entonació. A més, es trobava en una situació financera precària. També havia de fer front a les dificultats derivades de la salut mental de la seva esposa, la princesa Maruca Cantacuzino, que patia trastorns mentals, i Enescu li va ser fidel fins al final. El país estava molt preocupat per la salut i la situació econòmica d’Enescu, i els dirigents volien que tingués una vellesa tranquil·la envoltat d’afecte. El 1953, Petru Groza li envià una carta per animar-lo a tornar, però Enescu, malalt i gairebé immòbil, va respondre que tot i el desig de tornar, la seva salut no li ho permetia i dedicava les seves últimes forces a la composició, mantenint un fort vincle emocional amb la seva pàtria.

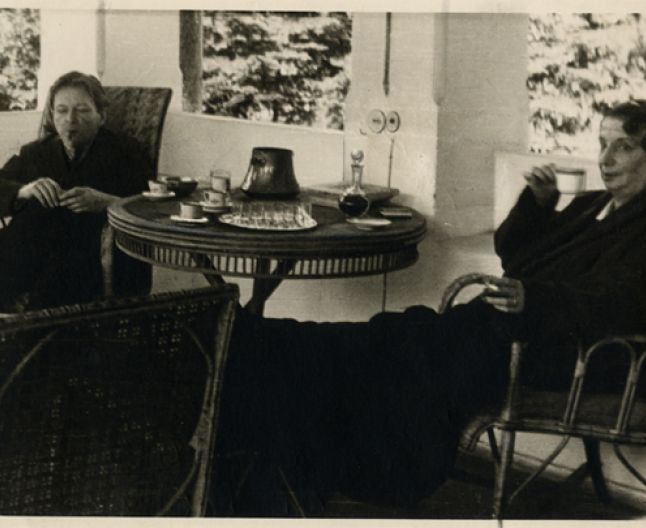
George Enescu i la seva dona Maruca Cantacuzino prenent un cafè a la terrassa

El 15 de juliol de 1954, durant una classe de violí, un greu ictus li paralitza la meitat esquerra del cos i el deixa postrat al llit. És en aquest estat que Yehudi Menuhin el troba abans d'acabar l’any al seu domicili a París, al carrer Clichy: «És un record que mai s’esborrarà de la meva ànima, un record dolorós, perquè tot el que va passar entre nosaltres aleshores tenia l’aire d’un comiat entre dues persones que només la mort podia separar. Era al llit, afeblit, però molt calmat. Només la flama encesa de la seva mirada deixava veure que l’esperit no havia deixat de bategar ni havia perdut la seva vivacitat característica. Li vaig mirar les mans poderoses, les mateixes que havien donat vida a tantes meravelles, però que ara eren impotents, i em vaig estremir. Em va convidar a seure al seu costat i ens vam mirar un temps en silenci. Tant se val què vam dir després, perquè les nostres paraules només volien dissimular la realitat: Enescu s’acomiadava de la vida. Sentia que la seva mirada intentava transmetre’m l’alè de vida i d’energia que encara li quedava i, de sobte, com si hagués pres una decisió inesperada, em va dir que volia regalar-me un dels seus violins, un Santa Serafino amb el qual havia tocat quan estudiava amb Hellmesberger a Viena. Alhora, em va demanar que guardés els altres violins fins que decidís què fer amb ells. Aquesta vacil·lació a prendre una decisió definitiva era commovedora; semblava delatar una petita esperança que potser no caldria acomiadar-se’n. Però el gest mateix de regalar-me un violí era prou eloqüent: Enescu afrontava el seu destí cara a cara i no es deixava enganyar per una feblesa passatgera.»
La Simfonia de cambra per a dotze instruments solistes, op. 33, va ser l’última obra que Enescu encara va tenir forces per compondre, amb l'ajut del seu amic Marcel Mihalovici. La va acabar el 28 de maig de 1954, un mes i mig abans que la malaltia el condemnés a la immobilitat total. L’obra reflecteix la seva lluita interior amb la mort: comença amb una malenconia serena evocant la seva terra natal, però es veu entelada per pressentiments tràgics que esclaten en una marxa fúnebre. No va poder assistir a l’estrena de l’obra, però la va escoltar en cinta poc abans de morir, profundament emocionat. Va morir el 4 de maig de 1955, convençut que la seva obra viuria més enllà d’ell.
Quan va morir havia deixat inacabat el poema simfònic Vox Maris i diverses noves simfonies. Les seves restes mortals van ser enterrades al cementiri del Père-Lachaise.

## Influències
Enescu també va tenir una important activitat pedagògica en l'àmbit de l'ensenyament musical. Entre els seus alumnes es troben violinistes com la catalana Montserrat Cervera i Millet, Mihaela Martin, Christian Ferras, Ivry Gitlis, Arthur Grumiaux i Yehudi Menuhin. Aquest darrer va manifestar una gran estimació i admiració per Enescu, i el considerà el seu pare espiritual. Segons Menuhin: «Enescu serà sempre una de les veritables meravelles del món. El seu caràcter i la seva figura s'han quedat a la meva ànima com un arbre o una muntanya de Sinaia. Les seves fortes arrels i la seva ànima noble provenen del seu propi país, un país d'una bellesa única».
L'orquestra filharmònica de Romania, que va dirigir al llarg d'uns anys Enescu i que té la seu a l'Ateneu Romanès (en romanès Ateneul Român), porta el nom de George Enescu en honor seu. Cada any al mes de setembre des de fa divuit anys s'organitza a Bucarest el Festival i Concurs Internacional "George Enescu", que compta amb la presència de les principals orquestres filharmòniques d'Europa i mundials.

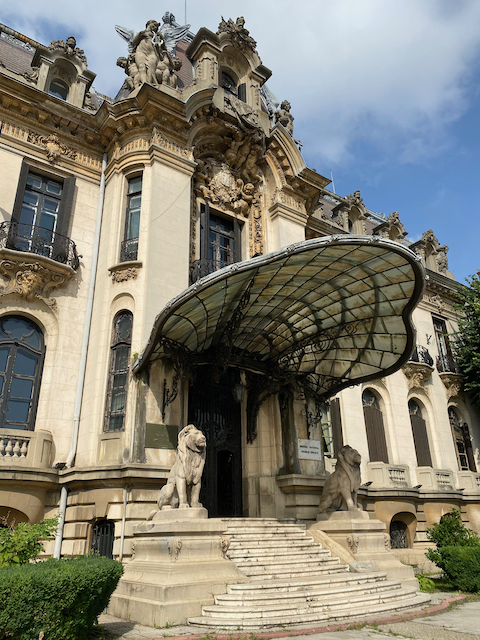
Entrada del Palau Cantacuzino, que avui és el Museu George Enescu

En els darrers mesos de la seva vida, Enescu i la seva dona es trobaven en una situació de pobresa, vivint en un petit apartament de dues habitacions a París. Per enfrontar-se a les despeses, va haver de vendre els seus manuscrits i, fins i tot, el seu valuós violí Guarnerius. Durant aquest temps, el jove Menuhin i la seva esposa Diana els van visitar, compartint moments íntims amb ells en una habitació que a penes tenia espai per al llit de malalt i un piano de cua. Descrivint l'escena, Diana va escriure més tard: «Yehudi li va parlar de música i, en un moment donat, Enescu es va girar cap al piano i va passar-hi les mans tristament retorçades com si fos una extensió del seu propi ésser ... Vaig notar la desgastada corbata, la jaqueta tronada, la cara de cera amb els ossos nets i bells i els ulls serens...».
Yehudi Menuhin el va desdcriure com «l'Absolut pel qual jutjo tots els altres... l'ésser humà més extraordinari, el músic més gran i la influència formativa més gran que he experimentat mai». Reputat compositor, violinista de fama mundial, director d’orquestra internacional, notable pianista i cèlebre professor, promotor de concerts, compositors i músics, membre de les acadèmies de diversos països, Enescu va deixar una impressió indeleble com a home i artista en els que va treballar i a les innombrables persones de tot el món que van assistir als seus concerts. A la seva Romania natal, va establir les bases d’una veritable cultura musical. De manera sistemàtica, va introduir els seus compatriotes en les riqueses musicals del món oferint sèries de concerts que incloïen tot el repertori estàndard de concerts, sonates per a violí, obres per a quartet de corda, per a piano i corda, les obres mestres simfòniques de França i Alemanya, i més tard de Rússia. També va procedir a fomentar el suport (sovint amb els seus propis recursos financers) a joves compositors nadius mitjançant la creació d'un Premi Nacional de Composició anual, els ara famosos premis Enesco per a la composició.
Un visitant casual a Bucarest avui se sorprendrà amb el protagonisme simbòlic que Enescu manté fins avui en la consciència nacional romanesa. Hi ha molts monuments dedicats a ell. El conservatori nacional rep el seu nom i l’orquestra també. La seva importància, però, transcendeix la música. Durant la primera meitat de segle va aconseguir, a diferència de molts dels seus contemporanis, conciliar l'orgull nacional i un insistent patriotisme amb tolerància i una visió cosmopolita.

### Festival George Enescu
Creat el 1958 en homenatge al músic romanès, originalment triennal, biennal a partir del 2001, el festival ha continuat creixent en mida, especialment des de la caiguda del comunisme. Entre finals d’agost i mitjans de setembre, a Bucarest com a les principals ciutats provincials, se celebren al voltant de 200 esdeveniments, que tenen lloc al vespre, al matí, a la tarda, i la majoria dels quals són emesos -en directe o en diferit- per la televisió romanesa. Al costat dels millors conjunts de Romania, s'hi troben les millors orquestres europees. Programes que inclouen el repertori simfònic o de cambra, l’òpera, el ballet, l’oratori, el barroc o la creació contemporània, essent el fil conductor l’obra d’Enescu, que el festival pretén donar a conèixer més. Present en gairebé totes les edicions des del 1958, l’obra emblemàtica del festival és, sens dubte, Oedipe, l’única òpera d’Enescu, creada el 1936 al Palais Garnier i rarament representada en els principals escenaris internacionals.

## Obra musical
George Enescu va compondre 33 números d'opus i un bon nombre de petites peces sense número de catàleg, de transcripcions i arranjaments. Enescu al llarg de la seva carrera com a compositor va tocar tots els gèneres musicals clàssics.

### Obres simfòniques
- Poème roumain, suite simfònica amb cor op. 1
- Simfonia concertant per a violoncel i orquestra op. 8
- Suite per a orquestra núm. 1 en do major op. 9
- Rapsòdia romanesa núm. 1 en la major op. 11 núm. 1
- Rapsòdia romanesa núm. 2 en re major op. 11 núm. 2
- Intermedi per a instrument de corda, en re major op. 12
- Simfonia núm. 1 en mi bemoll major op. 13
- Simfonia núm. 2 en la major op. 17
- Suite per a orquestra núm. 2 op. 20
- Simfonia núm. 3 en do major op. 21
- Suite per a orquestra núm. 3, Suite Villageoise, en re major op. 27
- Vox maris en sol major, poema simfònic per a tenor, cor a tres veus i orquestra op. 31
- Obertura de concert per a temes dins el caràcter popular romanès, en la major op. 32
- Pastorale-Fantaisie per a petita orquestra, 1899
- Simfonia núm. 4 en mi menor (inacabada, 1934; completada per Pascal Bentoiu)
- Simfonia núm. 5 en re major amb tenor i cor femení (inacabada, 1941; completada per Pascal Bentoiu)

### Música per a piano
- Suite núm. 1 Dans le style ancien en sol menor op. 3
- Variacions per a 2 pianos sobre un tema original en la bemoll major op. 5
- Suite núm. 2, op. 10
- Suite núm. 3 Pieces impromptues, op. 18
- Sonata per a piano núm. 1 en fa desena menor op. 24 núm. 1 i núm. 3 en re major op. 24 núm. 3

### Música de cambra
- Sonata per a violí núm. 1 en re major op. 2
- Sonata per a violí núm. 2 en fa menor op. 6
- Octet per a cordes en do major, op. 7
- Dixtour per a instruments de vent op. 14
- Quartet per a piano núm. 1 en re major op. 16
- Quartet de corda núm. 1 en mi bemoll major op. 22 núm. 1
- Quartet de corda núm. 2 en sol major op. 22 núm. 2
- Sonata per a piano núm. 1 en fa sostingut menor op. 24 núm. 1
- Sonata per a piano núm. 3 en re major op. 24 núm. 3
- Sonata per a violí núm. 3 "segons el caràcter popular romanès" en la menor op. 25
- Sonata per a violoncel núm. 1 en fa menor op. 26 núm. 1
- Sonata per a violoncel núm. 2 en do major op. 26 núm. 2
- Impressions d'infància. Suite per a viola i piano en re major op. 28
- Quintet per a piano en la menor op. 29
- Quartet per a piano núm. 2 en re menor op. 30
- Simfonia de cambra per a 12 instruments op. 33

### Música vocal
- Tres melodies per a veu greu i piano op. 4
- Set cançons de Clément Marot per a tenor o soprano i piano op. 15
- Tres melodies per a veu i piano op. 19
- Oedipe, tragèdia lírica en 4 actes op. 23
- Vox Maris, poema simfònic per a tenor, Cor a 3 veus i orquestra en sol major op.31

## Curiositats

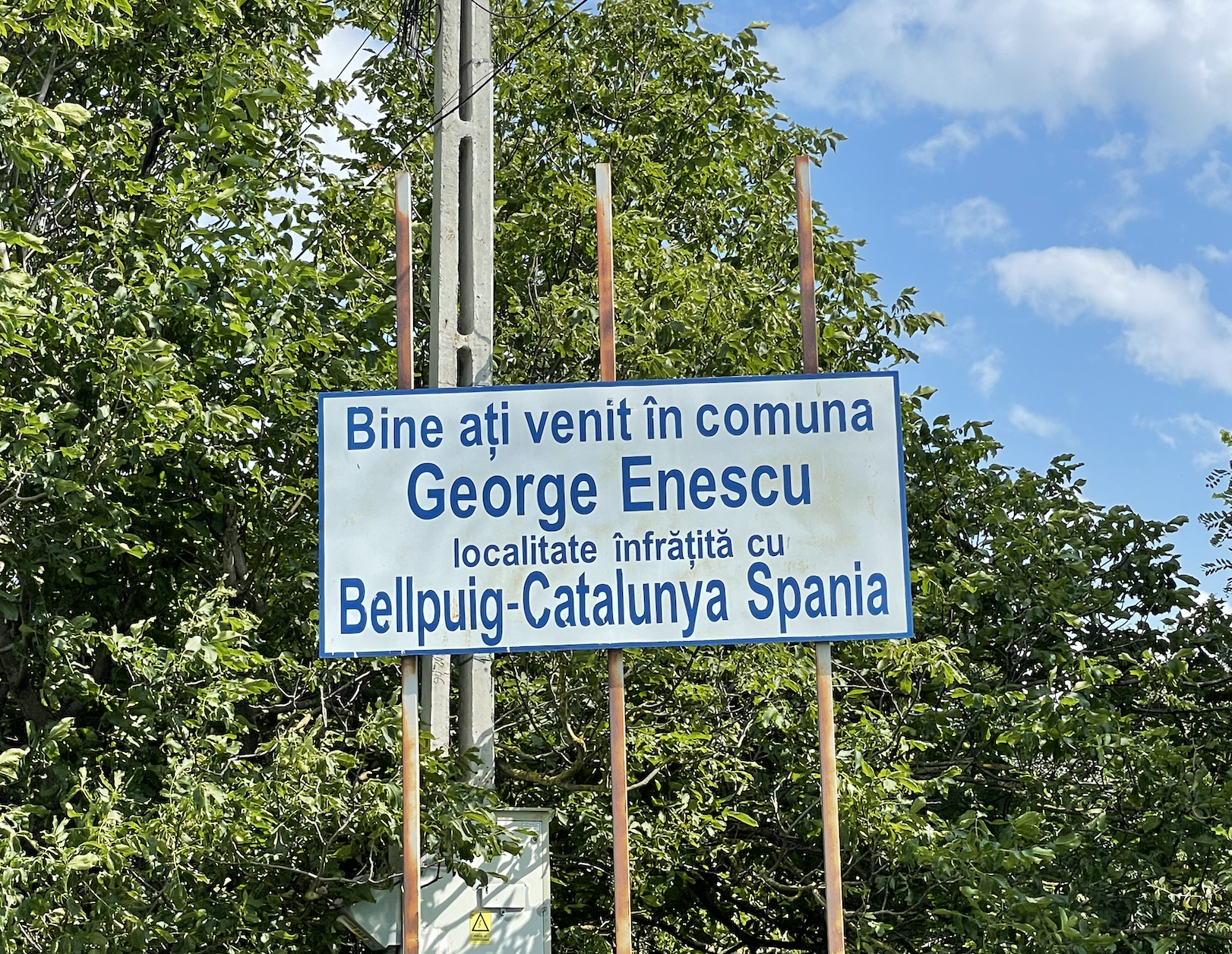
Agermanament George Enescu i Bellpuig

El poble natal de George Enescu, Liveni, que després de la seva mort va agafar el seu nom, està agermanat amb Bellpuig.